# Brumado
Brumado (pronuncia-se  [bɾumˈadu] (escutarⓘ) é um município brasileiro no interior do estado da Bahia, região Nordeste do País, no Centro-Sul do estado, correspondente a 540 quilômetros da capital estadual, Salvador. Sua área territorial é de 2 207,612 quilômetros quadrados, com área urbana equivalente a 2, 174 quilômetros quadrados, a uma altitude de 454 metros. O Índice de Desenvolvimento Humano (IDH) é 0,656 (médio). Sua população, de acordo com a estimativa de 2024, realizada pelo IBGE, somou 74 095 habitantes, o que a torna a 29ª maior cidade da Bahia em número de habitantes.
Um levantamento feito pela Federação das Indústrias do Estado do Rio de Janeiro (Firjan) constatou que Brumado é considerado o terceiro município mais desenvolvido da Bahia, baseado no Índice Firjan de Desenvolvimento Municipal (IFDM 2023), publicado em maio de 2025. Uma consulta feita com exclusividade pela consultoria Urban Systems, em janeiro de 2016, para a Revista Exame, concluiu que a cidade está entre as 100 melhores do Brasil para se investir, ocupando o 84° lugar no ranking, somando 2 306 pontos. Um estudo realizado pelo IBGE, em 2012, concluiu que dos 64 602 habitantes, naquele ano, 50 899 eram alfabetizados. A renda per capta era R$ 275,17 e em distribuição entre a zona rural e a zona urbana era de R$ 217,00 na zona rural e R$ 333,33 na zona urbana. A frota de veículos motorizados como transporte de passeios, motocicletas, além de tratores, caminhões e ônibus somaram 31 000.
A cidade é conhecida como a "Capital do Minério" por possuir em seu subsolo variados tipos de minerais, que é a base de sua economia, e acolher empresas de mineração que realizam suas atividades extrativistas na serra das Éguas, onde se localiza a terceira mina de magnesita do mundo (entre as minas a céu aberto) e a segunda maior mina de talco do Brasil; é também um dos pontos turísticos do município, por formar paisagens montanhosas.
Tem como municípios limítrofes Livramento de Nossa Senhora, Dom Basílio, Aracatu, Rio de Contas, Malhada de Pedras, Tanhaçu, Ituaçu, Rio do Antônio, Lagoa Real e Caraíbas. Por fazer divisa com a cidade de Rio de Contas, por meio do rio que tem esse mesmo nome, consequentemente faz também divisa com a Chapada Diamantina. A cidade beneficia-se de um considerável entroncamento rodoviário como BA-262, BA-148 e BR-030, contando também com a estrada de ferro VLI Multimodal S.A. (VLI). Futuramente, o município poderá contar também com a estrada de ferro Ferrovia de Integração Oeste-Leste (Fiol), ainda em construção. O município faz parte do Polígono das Secas.

## História

### Origens e povoamento
Etimologia
A  origem do nome brumado ou o seu étimo é atribuída à palavra "bromo"; palavra essa que, à época do garimpo no rio Brumado, era empregada pelos mineiros e bandeirantes para distinguir perda ou engano, mistificação ou desaparecimento do ouro na lavra ou córrego que se supunha rico desse minério. Segundo Teodoro Fernandes Sampaio, o nome tem origem numa expressão tupi: Itimbopira (Y – timbó – pyra), que significa enevoado, coberto de bruma. O topônimo "Brumado", de acordo com José Dias Ribeiro da Silva, um antigo padre da região, origina-se da serra Geral e da Chapada Diamantina, que ao norte, ao amanhecer, desce das serras brumas cobrindo a cidade.
De acordo com a ortografia antiga, denominava-se "bromado" qualquer lugar onde a formação do ouro era aparentemente boa, enganando os mineiros que, decepcionados, deixavam o local à procura de outro mais promissor. Segundo o dicionarista Rafael Bluteau, o termo "bromado" tem sua origem no castelhano: "broma". "Bromar" e "embromar" eram verbos do dialeto regional. Segundo o escritor mineiro Nélson de Serra, 'bromado é o que virou ogó (mineral formado por grânulos de zirconita misturados com monazita, de uma coloração amarela, semelhante à do ouro, ou pouco ouro no meio de material mineiro sem valor), por ter sumido da mina, do córrego ou do rio'. Outra possível inspiração para o topônimo é que, à época da mineração no então rio Bromado, usava-se o bromo, metal de cor vermelho-escuro que tingia dessa cor a água do rio. Ao notar que a água mudava de cor, geralmente em época de estiagem, os habitantes ribeirinhos diziam: "O rio bromou!" Essa expressão também teria dado origem ao nome do rio Brumado. Ou simplesmente, o nome Brumado seria apenas uma alusão ao rio Brumado, que descendo da cidade de Rio de Contas forma uma cachoeira no território de Livramento de Nossa Senhora, depois passando em território brumadense.
Povoamento
No século XVIII, o capitão Francisco de Souza Meira já se encontrava nas terras de Bom Jesus, área onde hoje é a sede do município de Brumado.

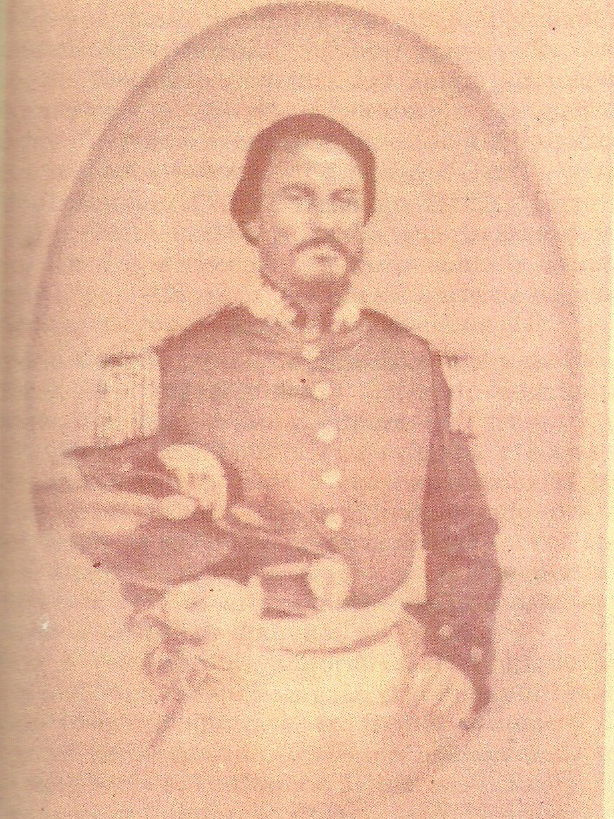
Exupério Pinheiro Canguçu, primeiro intendente de Brumado

 Primo do capitão Antônio Pinheiro Pinto e descendente de espanhóis, Souza Meira partiu de Minas Gerais, do arraial de Santo Antônio da Manga, atual cidade de São Romão. A localidade onde viveu Souza Meira compreendia metade da fazenda Campo Seco mais as porções de terras onde atualmente é o Centro de Brumado. Outra parte da fazenda Campo Seco pertencia a Antunes Moreira que por sua vez deixou-a para seu filho, o padre André Antunes da Maia que, por fim, vendeu-a em 30 de junho de 1749 a José de Souza Meira, por 1$462 700 (1 milhão, 462 mil e 700 réis), com 232 cabeças de gado vacum, 105 cabeças de gado equino e um escravo chamado Manuel. Em 1755, parte da fazenda Campo Seco foi comprada pelo português Miguel Lourenço de Almeida (familiar do Santo Ofício), do clã da família Canguçu no município. Essa parte não incluía as porções de terra às quais estabeleceu Francisco de Souza Meira. A fazenda Campo Seco ficava a cerca de dez quilômetros da área que é hoje a cidade de Brumado. Situava-se ao lado oeste, na parte baixa da serra das Éguas. O nome serra das Éguas passou a ser utilizado depois que Lourenço de Almeida a comprou e começou a criar gado equino na localidade. No inventariado do capitão Estêvão Pinheiro de Azevedo, elaborado em 1759, consta o nome de uma fazenda denominada "Serra do Campo Seco" que ficava entre as fazendas Campo Seco e Bom Jesus, a qual pertencia ao autor do inventariado.
Emancipação

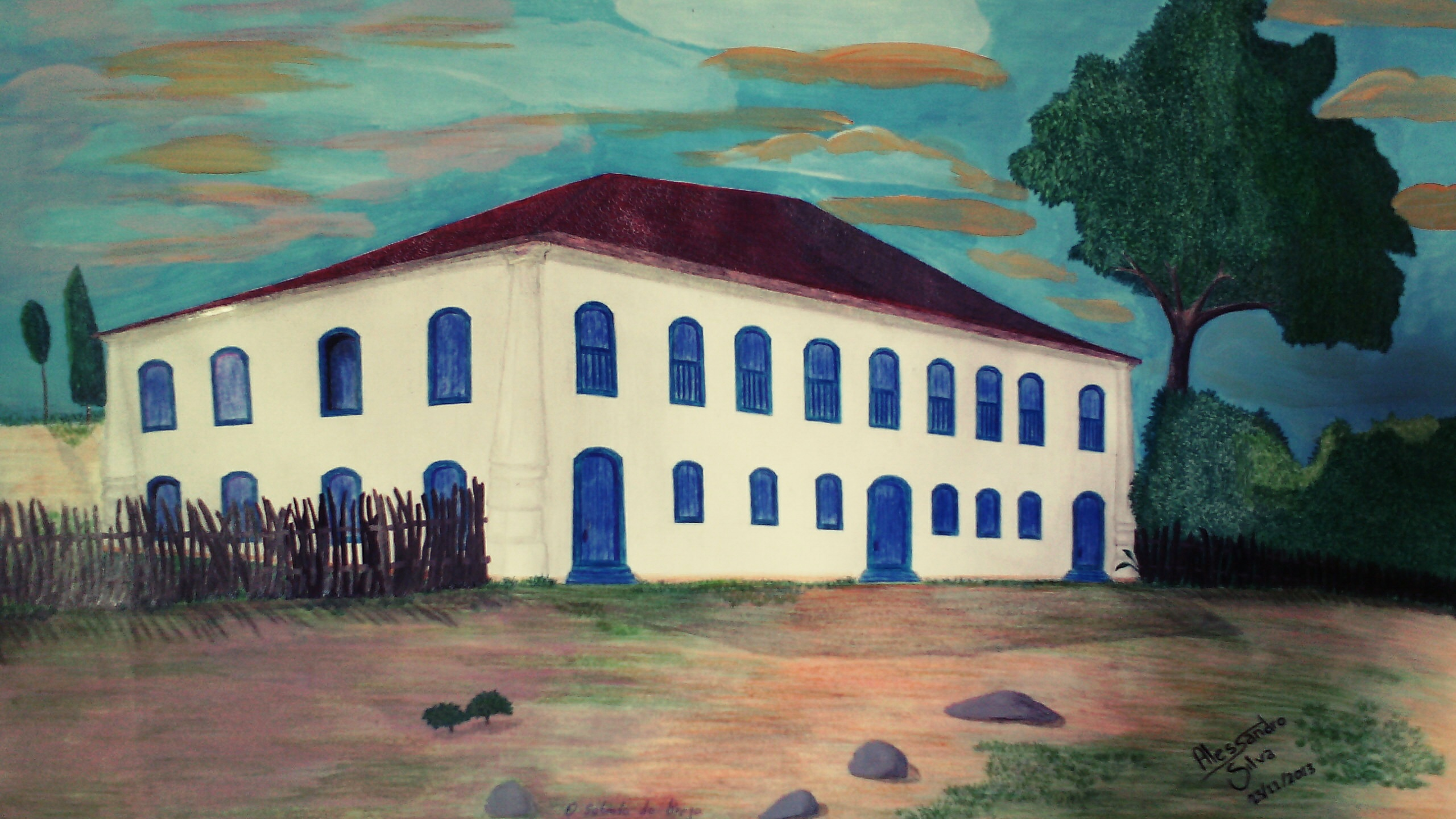
O Sobrado do Brejo (pintura de Alessandro Silva) era um casarão do século XIX. Localizava-se na serra das Éguas em Brumado. Foi residência dos senhores coronéis (os senhores do Sobrado do Brejo). Hoje, pertence à empresa RHI Magnesita

No princípio, a área do atual município de Brumado estava subordinada à vila Nova de Nossa Senhora do Livramento de Minas do Rio de Contas. Em 1810, quando Caetité se emancipou politicamente de Rio de Contas, essa mesma área integrava à então vila Nova do Príncipe e Santana do Caetité. Em 19 de junho de 1869, foi criado formalmente o distrito de Bom Jesus dos Meiras, pelo decreto-lei provincial n° 1 091, subordinando-o a Caetité. A emancipação política se deu em 11 de junho de 1877, com a criação da lei provincial n° 1 756, sendo elevado à vila denominada vila de Bom Jesus dos Meiras. Em 1919, em harmonia com a lei municipal nº 9, de 19 de agosto do mesmo ano, foi estabelecido o distrito de Gameleira dos Machados (mais tarde denominado São Pedro, depois Aracatu), que foi anexado a Bom Jesus dos Meiras. Em 1815, Antônio Pinheiro Pinto (da família Canguçu), o segundo senhor do Sobrado do Brejo (morto em 1822), contribuiu financeiramente e com mão de obra (cedendo escravos) para construção da Capela do Bom Jesus, atendendo aos pedidos dos habitantes; hoje, a antiga capela é a igreja Matriz de Brumado, que naquela época fora chamada de Igreja Senhor do Bonfim, em homenagem ao padroeiro da cidade, Bom Jesus, e teve como primeiro vigário o padre José Mariano Meira Rocha. Criou-se a primeira Câmara de Bom Jesus dos Meiras, em 13 de fevereiro de 1878, composta das seguintes pessoas relacionadas abaixo e seus respectivos cargos: presidente: coronel Exupério Pinheiro Canguçu (consequentemente, tornando-se o primeiro intendente); secretário: Belarmino Jacundes Lobo; procurador: Rufiniano de Moura Amorim; fiscal: Plácido Guedes d’Oliveira e porteiro: Francisco Alves Piranha.
Entre 1930 e 1933, foi nomeado como intendente o padre José Dias Ribeiro da Silva. Na sua gestão, durante a Era Vargas, Bom Jesus dos Meiras finalmente teve seu nome mudado para Brumado, em cumprimento do decreto estadual n° 7 455, de 23 de junho de 1931, e pelo decreto estadual nº 7 479, de 8 de agosto do mesmo ano. A iniciativa para a mudança do nome não passou por consulta popular, foi uma decisão do vice-presidente provincial do estado, Antônio Ladislau de Figueiredo Rocha.
Em 1935, foi criada a comarca de Brumado, que abrangia também o município de Ituaçu, então chamado vila do Brejo Grande. Em 1936, em cumprimento da  lei estadual nº 119, de 5 de novembro daquele ano, o distrito de Cristais foi adicionado ao município, e em 1937, de acordo com a divisão territorial de 31 de dezembro do mesmo ano, mais três distritos foram anexados ao território: Olhos d'Água, Santa Bárbara dos Casados e São Pedro (atual município de Aracatu). Em 1938, em cumprimento do decreto federal nº 11 089, de 30 de novembro do referido ano, os distritos de Santa Bárbara dos Casados, Olhos d'Água e São Pedro tiveram seus topônimos mudados para Ubiraçaba, Itaquaraí e Aracatu, respectivamente. Em cumprimento aos decretos estaduais nº 7 455, de 23 de junho de 1931, e nº 7 479, de 8 de agosto do mesmo ano, o município de Bom Jesus dos Meiras passou a denominar-se "Brumado". O intendente naquela época era Marcolino Rizério de Moura. Em 1943, foi levantado o decreto-lei estadual nº 141, de 31 de dezembro, com o objetivo de mudar o nome do distrito de Cristais para Cristalândia e, finalmente, isso se concretizou em 1944 com a criação do decreto estadual nº 12 978, de 1 de junho. Sendo assim, Brumado passou a compor-se de cinco distritos. Em 16 de junho de 1945, Duarte Barreto de Aragão Moniz tornou-se o primeiro juiz do município.
Em 1948, Armindo dos Santos Azevedo tomou posse como o primeiro prefeito eleito por voto direto. O comerciante e pecuarista foi eleito em três mandatos: 1948 – 1950, 1955 – 1958 e 1963 – 1966. Em suas gestões, o município atingiu notáveis avanços, como abastecimento de água, energia elétrica e pavimentação de muitas ruas e praças do centro da cidade. A energia elétrica, entre as décadas de 1940 a 1970, funcionava apenas até às 22 horas, foi a partir de então, que começou a funcionar de forma integral. De 1967 a 1970, foi eleito prefeito o médico Juracy Pires Gomes, com apoio do parceiro Armindo dos Santos Azevedo. Em seu mandato, foram realizadas obras importantes, como a nova sede da prefeitura, o novo mercado municipal, a primeira biblioteca pública da cidade; a principal delas foi uma barragem no rio do Antônio que viria abastecer a cidade até o ano de 2010.

### Expansão econômica
No início do século XX, a economia era baseada na agropecuária: plantio de algodão em larga escala, café, cereais e criação de gados caprinos, ovinos e bovinos que favoreciam a exportação de peles cruas ou curtidas, de cabras e ovelhas; couro seco e salgado, além do algodão em pluma e em caroço e do gado vivo. O algodão foi a cultura que mais contribuiu para o desenvolvimento econômico do município. Entre 1930 e 1955, a produção foi tão grande que os produtores passaram a beneficiá-lo no campo mesmo, usando máquinas artesanais. Diante do sucesso da cotonicultura, foram instaladas na cidade usinas modernas para beneficiamento do algodão. O município chegou a contar com seis usinas em operação. A partir de 1980, a cultura entrou em declínio, devido a vários fatores, como corte de subsídios agrícolas (como seguro safra), ataque do bicudo-do-algodoeiro (peste que destrói a lavoura), altos juros cobrados pelo financiamento da produção e do beneficiamento. Atualmente, tem se destacado a produção de maracujá, no distrito de Itaquaraí, uma das localidades de maior produção no Brasil.

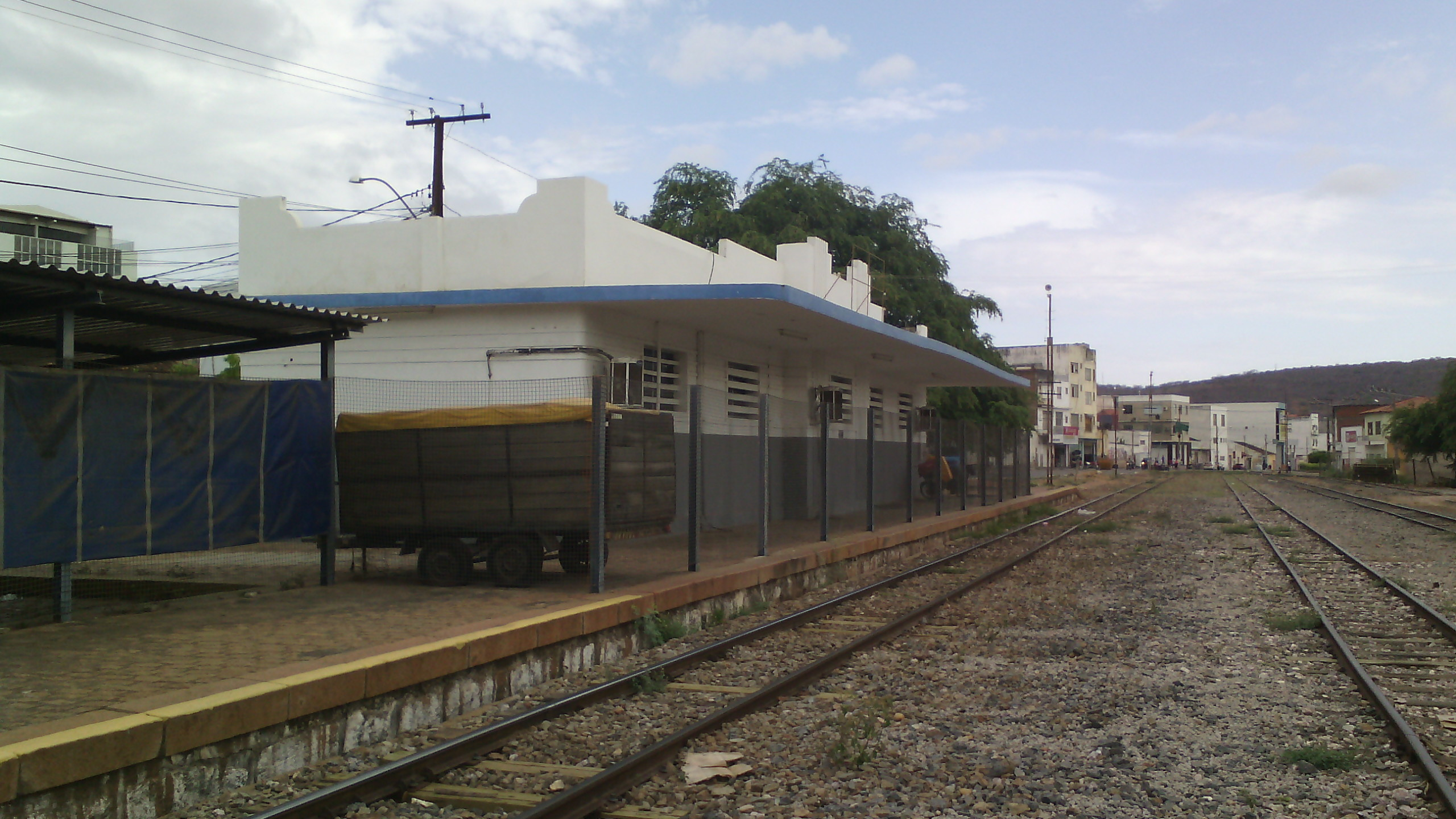
Estação de trem da RFFSA, no Centro

 Em 1930, dois importantes acontecimentos marcaram a história econômica do município: a chegada da mineradora Magnesita S.A. (hoje, RHI Magnesita), fundada por dois amigos franceses naturalizados brasileiros e residentes no Brasil, Miguel Pierre Cahen e Georges Louis Minviele — em parceria com Antônio Mourão Guimarães, um político da época — e a construção da Rede Ferroviária Federal (RFFSA) que facilitaria o transporte do minério recém-descoberto para o porto de Aratu, em Salvador. Ambos acontecimentos ocorreram em 1939. A empresa Magnesita foi autorizada a funcionar em 1940, através do decreto federal n° 6 220 e, desde então, explora a maior parte das reservas de magnesita contidas na serra das Éguas. Na década de 1970, chegou a Brumado a mineradora Indústria Brasileira de Artigos Refrartários S.A., hoje, IBAR Nordeste Ltda.  A empresa interessada em extrair magnesita fixou suas instalações na parte norte da serra das Éguas. Nos anos seguintes, o município presenciou notáveis mudanças, como crescimento populacional em grande escala, construção de casas e estabelecimentos comerciais. Diante desse atrativo, pessoas de outras cidades foram chegando, o comércio se fortaleceu, e a cidade foi ficando conhecida pelos acontecimentos recentes. Ao lado sul da antiga fazenda Serra das Éguas formou-se uma espécie de condomínio fechado: a Vila Catiboaba; também se formou ao redor da empresa a Vila Presidente Vargas, frutos do fluxo de operários que vinham dos mais variados lugares para trabalhar nas minas de magnesita e talco. Em 1980, foi a vez da Xilolite S.A. que também se fixou no lado norte da serra e, desde então, explora magnesita e talco em uma das minas que foi adquirida em 1973. Em 1993, chegou a empresa Matsulfur, uma fábrica de cimento, posteriormente adquirida pela Lafarge com o nome de Cimento Brumado, hoje Cimpor (Cimento de Portugal), que pertence à Mover Participações (antiga Camargo Corrêa). A Cimpor encerrou suas atividades na cidade em 2019.

### História recente
Em 1994, o ex-prefeito de Brumado, Edmundo Pereira Santos, que governou a cidade de 1989 a 1992, foi eleito deputado estadual pelo Movimento Democrático Brasileiro (MDB), mas renunciou em 1996 para novamente concorrer ao cargo de prefeito da cidade de Brumado, sendo eleito para o período de 1997 a 2000. Em 1998, o município sofreu uma severa seca, e a barragem do rio do Antônio secou completamente, interrompendo o abastecimento de água na cidade, que passou a ser abastecida através de carros-pipas. Foi a maior seca da história recente do município. Em 2013, a mesma barragem também sofreu um colapso similar, porém sem afetar o abastecimento, pois a barragem de Cristalândia já estava funcionando.
Também em 1998, em 28 de novembro, foi inaugurada a primeira rádio FM, a Alternativa 97,9, voltada para os interesses comuns da população. Em 2001, a cidade ganhou o primeiro câmpus de uma universidade pública: a Universidade do Estado da Bahia (Uneb), inicialmente ofertando cursos de licenciatura em Letras e Pedagogia. Finalmente, outro acontecimento importante e positivo aconteceu em 2005: a construção da barragem de Cristalândia no rio de Contas, que entrou em operação em 2010. Em 2004, Eduardo Lima Vasconcelos foi eleito prefeito pela primeira vez quebrando a hegemonia do então PMDB, que já durava 16 anos. Em 2010, o governo federal, através da Valec e Grupo Andrade Gutierrez, iniciou a construção da Ferrovia de Integração Oeste-Leste, e o município de Brumado foi beneficiado com o lote de número três. Em abril de 2016, o governo federal, através da Enel Green Power, deu início às obras de um parque eólico no distrito de Cristalândia, o sexto a ser construído no estado.

## Geografia
De acordo com a divisão do IBGE, vigente desde 2017, o município pertence às regiões geográfica intermediária de Vitória da Conquista e geográfica Imediata de Brumado. Até então, com a vigência das divisões em microrregiões e mesorregiões, o município fazia parte da microrregião de Brumado, que por sua vez estava incluída na mesorregião do Centro-Sul Baiano.
Brumado se localiza na região Centro-Sul (ou Sudoeste) da Bahia, na região geograficamente conhecida como Polígono das Secas, na serra Geral, sob as coordenadas: 14° 12' 13", latitude sul; 41° 39' 55" longitude oeste, a 454 m de altitude e está a 654 quilômetros a sudoeste de Salvador. A área urbana tem extensão de 2,174 quilômetros quadrados. Não há informações se existe um ponto mais alto do que o pico da serra das Éguas, considera-se este como sendo o mais alto do município, com 1 100 metros. O município faz limites com Livramento de Nossa Senhora e Dom Basílio, a norte; Rio de Contas, Ituaçu e Tanhaçu, a nordeste; Aracatu, a leste; Rio do Antônio e Lagoa Real, a oeste; Malhada de Pedras a sudoeste e Caraíbas, a sul. A taxa de urbanização é de 69,86%, densidade demográfica de 31,94 habitantes por quilômetros quadrados.
O município de Brumado é caracterizado por formações montanhosas típicas da serra do Espinhaço, que é a cadeia montanhosa que ocupa boa parte do sudoeste do estado e a qual pertence o relevo do município. O relevo é muito acidentado, apresentando áreas montanhosas denominadas montanas e/ou altomontanas, como a serra das Éguas e o morro da Pedra Preta. Ocorrem também áreas de patamares, que são formas planas e/ou onduladas, que fazem transição entre as áreas mais elevadas e áreas mais baixas, formando assim, espécies de degraus. Apresenta também predplanos, formas de relevo aplainado. De modo geral, o relevo brumadense é bastante acidentado, levemente ondulado e apresenta erosões por conta das enxurradas. Essas características favorecem a biodiversidade regional contribuindo para uma ampla variedade de espécies, tanto na flora como na fauna.

### Geologia
| Gráfico de minerais ocorrentes no subsolo de Brumado | Gráfico de minerais ocorrentes no subsolo de Brumado | Gráfico de minerais ocorrentes no subsolo de Brumado | Gráfico de minerais ocorrentes no subsolo de Brumado | Gráfico de minerais ocorrentes no subsolo de Brumado | Gráfico de minerais ocorrentes no subsolo de Brumado | Gráfico de minerais ocorrentes no subsolo de Brumado |
| Fonte: Roberta Vargas (Ufba) Filossilicato (31%) Magnesita (23%) Vermiculita (15%) Barita, tungstênio, apatita, dolomita, cianite, calcário, diamante, ametista e esmeralda (8%) Ferro (6%) Pedras ornamentais (5%) Turmalina (4%) Quartzo (2%) Cobre (2%) Calcita e pedra de construção, 2% cada (4%) |                                                      |                                                      |                                                      |                                                      |                                                      |                                                      |
| --- | ---------------------------------------------------- | ---------------------------------------------------- | ---------------------------------------------------- | ---------------------------------------------------- | ---------------------------------------------------- | ---------------------------------------------------- |

Geologicamente, Brumado está situado no Cráton São Francisco, precisamente no bloco Geológico do Gavião, no Greenstone Belts Umburanas. Nessas áreas, as rochas são formadas por sequências metavulcânicas, ou seja, de ações vulcânicas muito antigas, o que favoreceu a formação de rochas metamórficas de uma considerável quantidade de minerais, metais e ametais, como ferro, manganês, esmeralda, quartzo, granitos e diversos outros tipos de pedras ornamentais. Apesar dos poucos estudos realizados, alguns trabalhos e pesquisas de exploração mineral foram desenvolvidos na localidade, principalmente pela Companhia Baiana de Pesquisa Mineral (CBPM) e tem-se notado potencial para exploração também de ouro (Au), liga natural níquel-cobre (Ni-Cu), liga natural cobre-zinco (Cu-Zn) e cromo, (Cr). Entre estes minerais citados, o cobre foi que mais se mostrou presente, em seguida, ouro. O ponto principal onde os estudos foram realizados, foi a serra das Éguas.
Em estudos de geocronologia verificou-se que as formações rochosas mais antigas da América do Sul, com a idade de 3,4 a 3,5 bilhões de anos, estão entre os municípios de Brumado e Vitória da Conquista. Na escala geológica, o solo é da era do Paleoproterozoico ou do Proterozoico Inferior, equivalente a 1,6 e 2,5 Giga-annum. Foi neste intervalo que se formaram as rochas mais antigas e os solos mais ricos em todo e qualquer tipo de minério. Isso explica por que a serra das Éguas é tão rica em minerais. Além de magnesita, contém também todos esses minerais já citados acima, o que faz concluir que seja um dos mais ricos solos do Brasil e um dos mais antigos do mundo, o que lhe faz ser um dos mais estudados pelos geólogos. O gráfico ao lado mostra as principais ocorrências de minerais no subsolo brumadense e seus correspondentes percentuais.

### Hidrografia

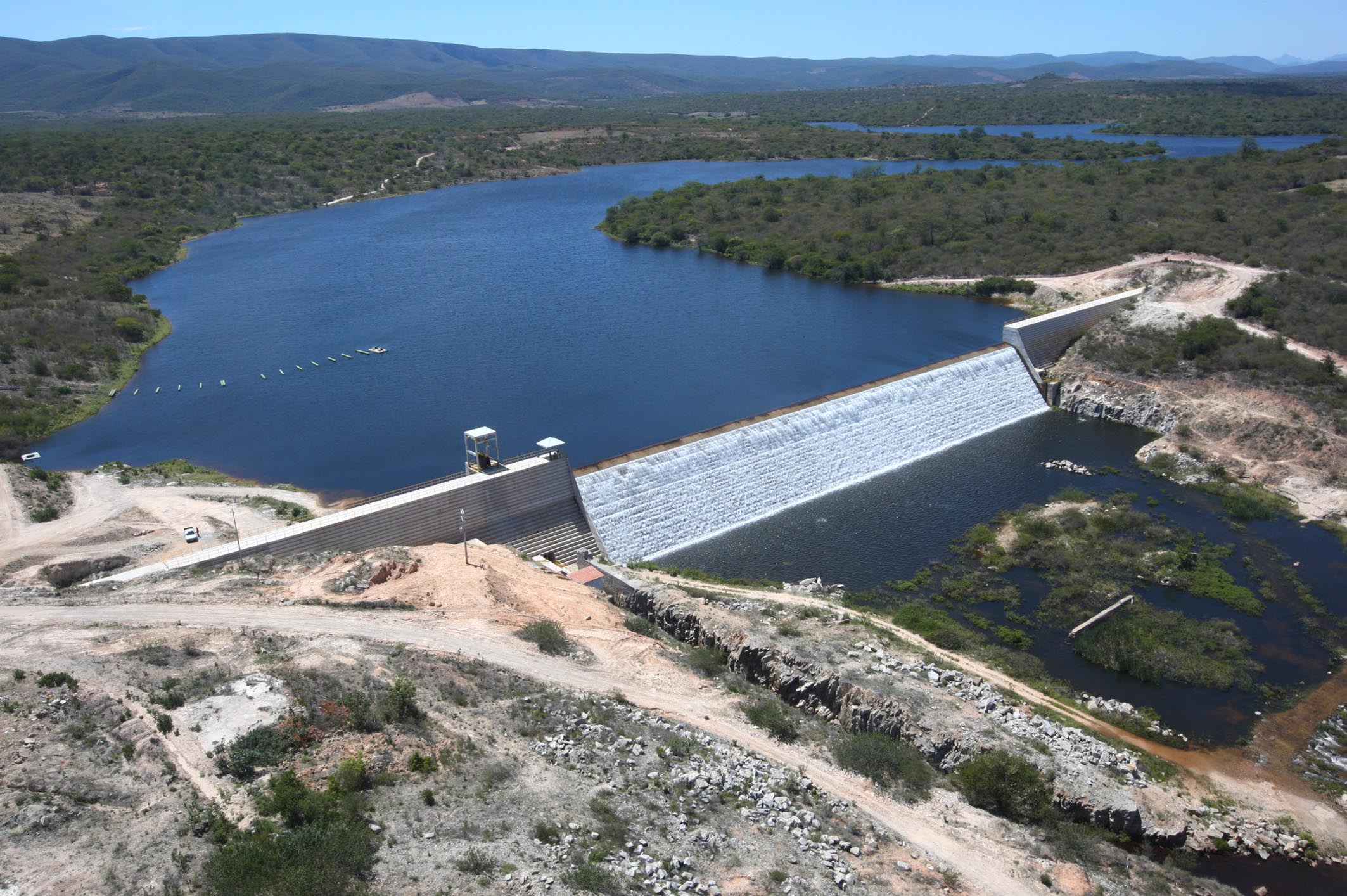
Barragem de Cristalândia

O município de Brumado está inserido na bacia do rio de Contas e na microbacia do rio do Antônio, que abrange ainda os municípios de Caculé, Rio do Antônio (incluindo os distritos de Umbaúba e Ibitira), Licínio de Almeida, Guajeru e Malhada de Pedras. As principais drenagens da bacia do rio de Contas são: rio Brumado, rio São João, riacho Santa Maria, rio do Antônio e rio Gavião; os principais afluentes do rio do Antônio são: rio do Paiol, rio do Salto e o riacho do Quirino. A microbacia do rio do Antônio tem uma área de 6 540 quilômetros quadrados. Dois dos maiores afluentes nascem em localidades muito distintas: o rio Brumado, afluente do Contas, nasce na serra das Almas, e o rio do Antônio na serra Geral, no município de Licínio de Almeida. No rio de Contas está inserida a barragem de Cristalândia que abastece a cidade, e no rio do Antônio, a barragem do rio do Antônio que abasteceu a população urbana até 2010.

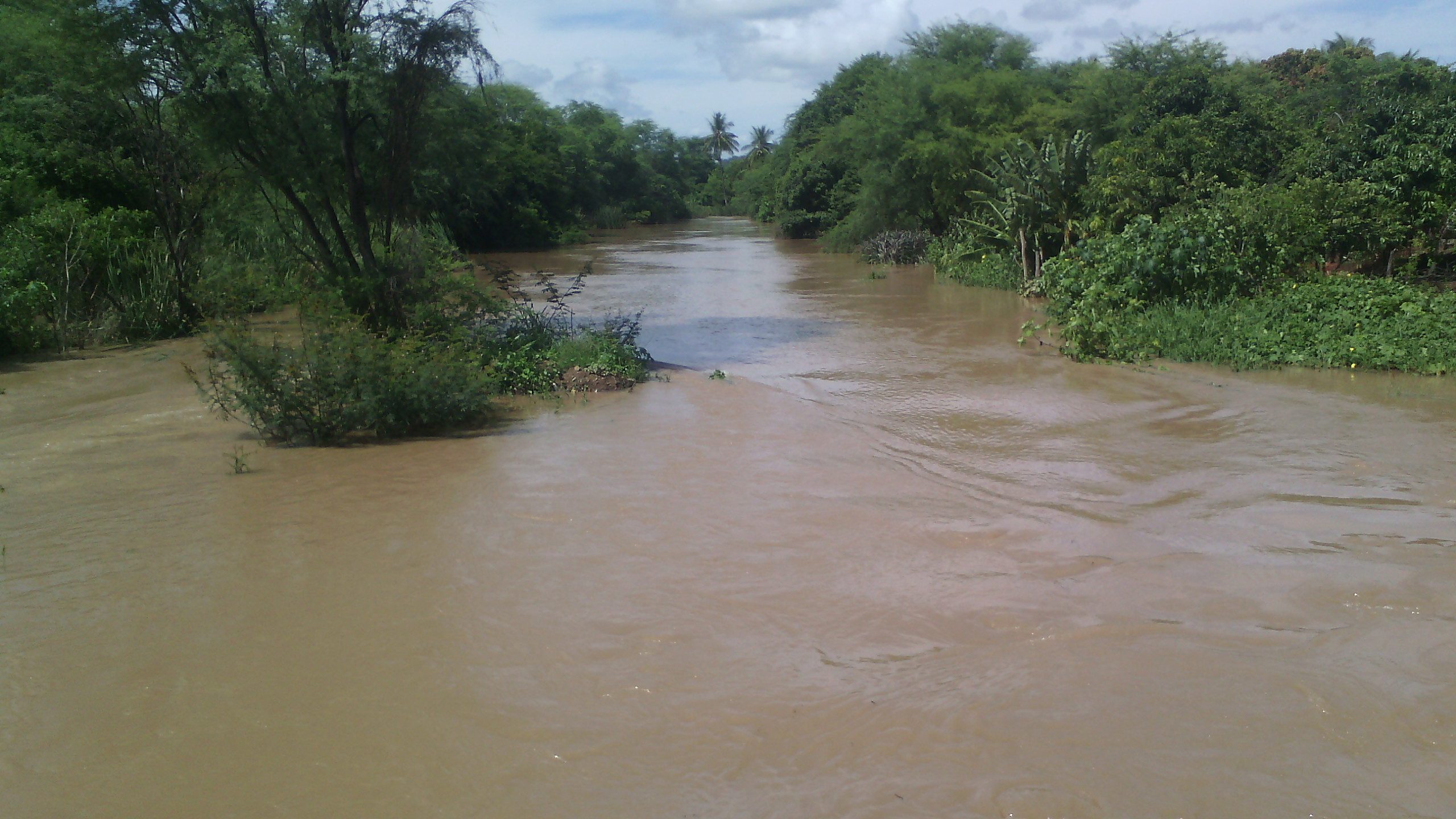
Rio do Antônio, trecho Brumado

Os rios, em sua maioria, são intermitentes, a exemplo do rio do Antônio e São João. A bacia do rio de Contas tem precipitação anual entre 700 e 800 mm com pouca possibilidade de grandes enchentes. A temperatura média é 22 °C. É caracterizada por dois biomas: Caatinga e Mata Atlântica que vêm sofrendo desmatamento para dar lugar à agropecuária e à urbanização. Abrange uma área de 4 477,62 quilômetros quadrados. A microbacia do rio do Antônio vem sofrendo, ao longo do tempo, degradação hídrica, por conta da poluição intensa das suas águas, desmatamento das matas ciliares e o excesso de barragens que são construídas. A principal drenagem da microbacia, o rio de mesmo nome, tem como função principal abastecimento humano, com uso mínimo para irrigação.

### Clima
O clima predominante é o semiárido, classificado como Bsh (quente e seco) segundo a classificação climática de Köppen-Geiger. Entretanto, ocorrem temperaturas bem menos elevadas no cume dos montes, citando sempre como exemplo a serra das Éguas e morro da Pedra Preta, um dos pontos mais altos do município. O tempo chuvoso concentra-se entre outubro e março, enquanto no restante do ano as chuvas são escassas. Mesmo com a escassez de chuvas, a cidade já sofreu com o excesso delas, como em 1968, quando o rio do Antônio sofreu uma grande enchente, ao ponto da água alcançar o centro da cidade após passar por cima da ponte do bairro São Félix que ficou ilhado. Outras enchentes ocorreram em 1982 e 1992. Sofreu também grandes secas, como a do ano de 1998.
Segundo dados da estação meteorológica automática do Instituto Nacional de Meteorologia (INMET) no município, em operação desde o final de abril de 2008, a menor temperatura registrada em Brumado foi de 9,1 °C, em 13 de julho de 2008, e a maior alcançou 41,4 °C, em 10 de outubro de 2020. O maior acumulado de precipitação chegou a 98,8 milímetros (mm) em 18 de dezembro de 2014. A rajada de vento mais forte atingiu 23,8 m/s (85,7 km/h), em 23 de novembro de 2013. Nos dias 6 de novembro de 2008, 15 de outubro de 2014 e 8 de outubro de 2020, o índice de umidade relativa do ar (URA) chegou a 10%, sendo este o menor valor observado.
| Dados climatológicos para Brumado                                                                                           | Dados climatológicos para Brumado | Dados climatológicos para Brumado | Dados climatológicos para Brumado | Dados climatológicos para Brumado | Dados climatológicos para Brumado | Dados climatológicos para Brumado | Dados climatológicos para Brumado | Dados climatológicos para Brumado | Dados climatológicos para Brumado | Dados climatológicos para Brumado | Dados climatológicos para Brumado | Dados climatológicos para Brumado | Dados climatológicos para Brumado |
| Mês | Jan                               | Fev                               | Mar                               | Abr                               | Mai                               | Jun                               | Jul                               | Ago                               | Set                               | Out                               | Nov                               | Dez                               | Ano                               |
| --- | --------------------------------- | --------------------------------- | --------------------------------- | --------------------------------- | --------------------------------- | --------------------------------- | --------------------------------- | --------------------------------- | --------------------------------- | --------------------------------- | --------------------------------- | --------------------------------- | --------------------------------- |
| Temperatura máxima recorde (°C)                                                                                             | 40,7                              | 39,3                              | 39,9                              | 38,1                              | 36,2                              | 37,2                              | 35,4                              | 36,8                              | 38,7                              | 41,4                              | 40                                | 40,6                              | 41,4                              |
| Temperatura máxima média (°C)                                                                                               | 30                                | 31                                | 29,8                              | 29                                | 28,1                              | 26,2                              | 26,1                              | 27,2                              | 29                                | 30,2                              | 29,6                              | 29,4                              | 28,8                              |
| Temperatura mínima média (°C)                                                                                               | 19,7                              | 20                                | 19,9                              | 19,3                              | 17,7                              | 16,2                              | 15,5                              | 15,9                              | 17,5                              | 19                                | 19,7                              | 19,7                              | 18,3                              |
| Temperatura mínima recorde (°C)                                                                                             | 17,2                              | 17,2                              | 16,7                              | 14,4                              | 12,2                              | 10,7                              | 9,1                               | 11,1                              | 12,6                              | 13                                | 16,4                              | 16,7                              | 9,1                               |
| Precipitação (mm) | 85                                | 69                                | 97,4                              | 47                                | 13,7                              | 8,8                               | 6,3                               | 2,9                               | 15,1                              | 46,9                              | 116,3                             | 134,2                             | 642,6                             |
| Fonte: Jornal do Tempo (médias) e Instituto Nacional de Meteorologia (INMET) (recordes de temperatura: 29/04/2008-presente) |                                   |                                   |                                   |                                   |                                   |                                   |                                   |                                   |                                   |                                   |                                   |                                   |                                   |

### Biodiversidade
Ao longo do município, encontram-se quatro tipos de vegetação existentes em toda extensão territorial brasileira: Mata Ciliar, Cerrado, Campo Rupestre e Caatinga, que é a vegetação predominante. Nos cumes dos montes e serras, como serra das Éguas e morro da Pedra Preta e às margens dos rios encontram-se florestas tropicais fechadas e de pequeno porte, denominadas "gerais". Os Campos Rupestres, vegetação típica de ambientes montanos e altomontanos, ocorrem em altitudes acima dos 900 m, como é o caso novamente da serra das Éguas e morro da Pedra Preta; é caracterizado pela predominância de plantas arbustivas e/ou herbáceas, sobretudo nos cumes litólicos das serras.
As espécies ocorrentes na Caatinga são muito diversificadas, algumas com importante valor comercial e ecológico, como aroeira (Astronium urundeuva) e braúna (Schinopsis brasiliensis), angico-preto (Anadenanthera macrocarpa) e o umbuzeiro (Spondias tuberosa), uma das árvores mais queridas e de muito valor ecológico que é protegida pela lei municipal nº 1 030 de 1992. Outras espécies, também notáveis, são o juazeiro e o jatobá e ainda outras espécies: cassutinga (Caesalpinia microphylla), maria-preta (Vitex sp.), umburana ou cumaru-nordestino (Amburana cearensis), jurema-branca (Mimosa ophthalmocentra) e jurema-preta (Mimosa hostilis), dentre muitas outras plantas rasteiras e arbustivas.
Embora o município possua pequenas ilhas de floresta de pequeno porte denominadas Matas Ciliares, localizadas frequentemente às margens dos rios e córregos da região, a fauna é composta de animais adaptados à Caatinga. A biodiversidade animal acaba muitas vezes tendo seu habitat natural ameaçado por caçadores, empresas de mineração e fazendeiros, que visam o comércio ilegal de animais, exploração das riquezas naturais e expansão territorial, respectivamente, consequentemente, acarretando uma atividade predatória desenfreada e sem controle algum com relação ao desequilíbrio ecológico que essa ação pode causar.
Brumado tem uma biodiversidade muito ampla, tanto vegetal como animal, que vai de pequenos exemplares até animais de médio porte ameaçados de extinção. Na fauna, prevalece uma razoável quantidade de mamíferos; foram catalogadas pelo menos 148 espécies no interior do município e nas regiões circunvizinhas, praticamente todas ameaçadas de extinção. Estão distribuídas entre Cerrado e Caatinga; como destaque tem-se o puma concolor, conhecida como onça-parda ou suçuarana, por ser uma das espécies mais ameaçadas de extinção, e o mocó (Kerodon rupestris), por ser endêmico (exclusivo da região). Outros exemplos são: veado-da-caatinga, tatu-peba ou tatupeba (Euphractus), paca (Agouti paca), gambá (Conepatus semistriata), raposa ou guaxaim (Dusicyon thous), gato-mourisco ou Herpailurus yagouaroundi (raposa-de-gato), furão (Galictis vittatus), quati (Nasua nassua) dentre outros. A caça desordenada desses animais para consumo alimentar é o fator que mais contribui para colocá-los na lista de extinção.

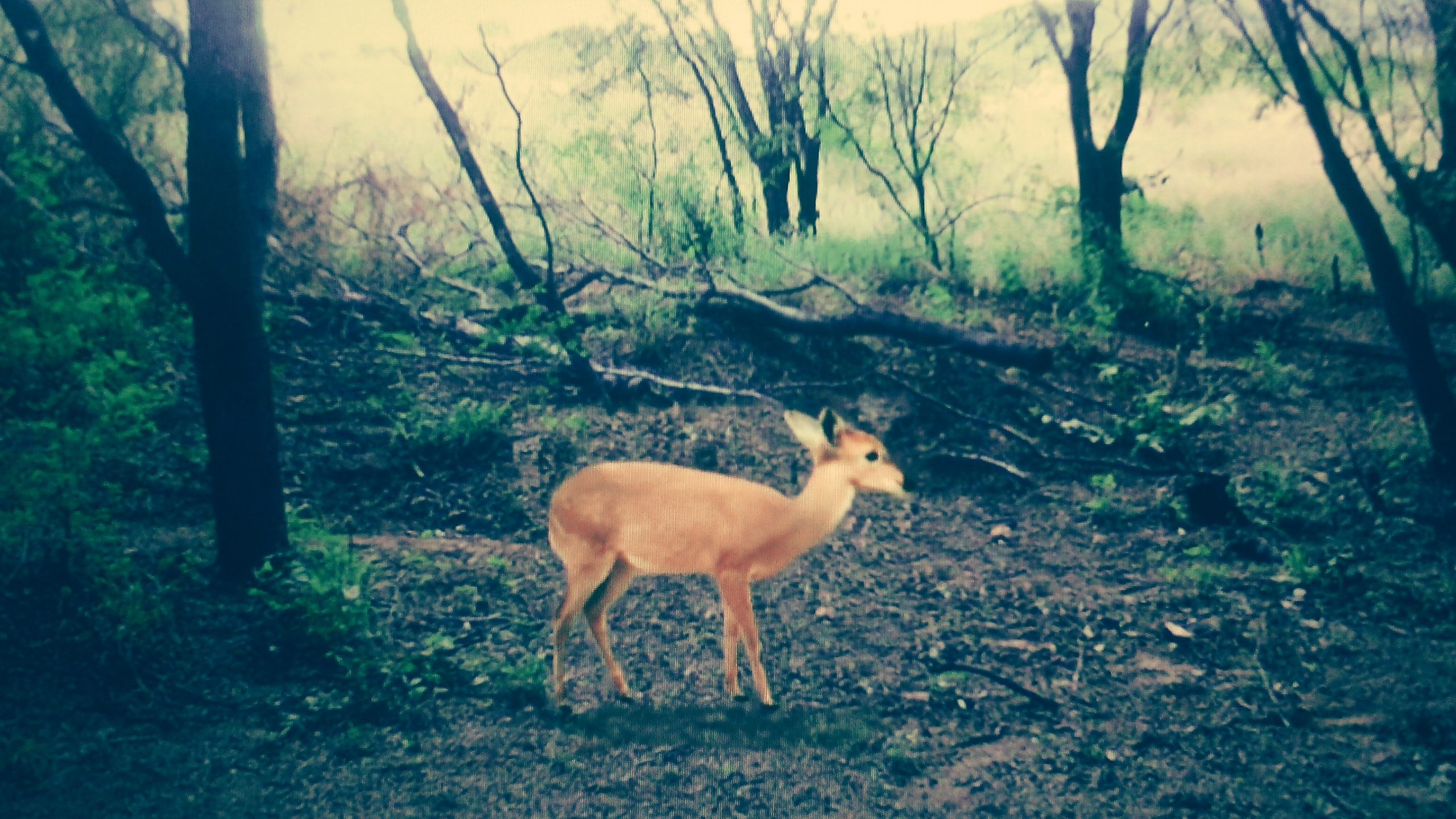
O veado-da-caatinga, muito visado tanto em Brumado como em toda região, por isso há poucos exemplares

Há também uma infinidade de aves que faz parte da fauna; a maioria delas é visada por criadores e colecionadores, favorecendo o tráfico desses animais. Dentre as mais comuns e conhecidas estão: canário, codorna, perdiz, cardeal-do-nordeste (Paroaria dominicana), bacuruzinho-da-caatinga (Chordeiles pusillus), gralha-cancã (Cyanocorax cyanopogon), bigodinho (Sporophila lineola), garça-vaqueira (Bubulcus ibis), garça-branca-grande (Casmerdius albus), garrincha-de-bigode (Thryothorus genibarbis), seriema (Cariama cristata), sanhaço-de-fogo (Piranga flava), pássaro-preto ou coqui (Gnorimopsar chopi), anu-branco (Guira guira), anu-preto (Crotophaga ani), pica-pau (Dryocopus lineatus), trinca-ferro (Saltador simillis), vi-vi ou fim-fim (Euphonia clorotica), periquito-da-caatinga (Aratinga cactorum), corrupião ou sofrê (Icterus jamacaii), canário-do-reino, canário-da-terra, sabiá e muitos outros. Devido ao porte, as codornas e as perdizes são caçadas constantemente no interior do município. As espécies de anfíbios e répteis presentes na fauna local são animais pequenos, como calango (Tropidurus torquatus). Dessas espécies, o calango-verde (Ameiva ameiva), é o que mais se vê, por não ter valor comercial, não ser comestível, nem ser peçonhento. Já o teiú (Tupinambis merianae) e o tatu são animais bastante caçados. As espécies de cobra mais conhecidas são: cascavel (Crotalus durissus) e jararaca (Bothrops jararaca), ambas são peçonhentas.

## Demografia
No censo demográfico de 2010, a população era de 64 602 habitantes, sendo 31 747 homens e 32 855 mulheres. A população residente urbana era de 45 131 habitantes e na zona rural, 19 471. Com área de 2 207,612 quilômetros quadrados, sendo a área da sede ocupando 2,174 quilômetros quadrados, sua densidade demográfica, de acordo com o IBGE em 2022, é de 31,8 habitantes por quilômetro quadrado. Veja abaixo a evolução do crescimento populacional, segundo a prefeitura.
| Crescimento populacional (Fonte: Diário oficial municipal) |                     |                    |        |        |        |                     |                     |
| Ano                                                        | População masculina | População feminina | Urbana | Rural  | Total  | Taxa de urbanização | Taxa de ruralização |
| 1970                                                       | 18 808              | 19 496             | 16 586 | 21 718 | 38 304 | 43,30               | 56,70               |
| 1980                                                       | 22 857              | 23 900             | 25 728 | 21 029 | 46 757 | 55,02               | 44,98               |
| 1990                                                       | 28 062              | 29 114             | 36 013 | 21 163 | 57 176 | 65,99               | 37,01               |
| 2000                                                       | 30 398              | 31 236             | 40 673 | 20 961 | 61 634 | 65,99               | 34,01               |
| 2007                                                       | 30 587              | 31 794             | 42 984 | 18 921 | 62 281 | 68,91               | 30,33               |
| 2010                                                       | 31 747              | 32 855             | 45 131 | 19 471 | 64 602 | 69,87               | 30,13               |

Entre 1970 e 2016, a população teve um aumento de 31 169 habitantes.

### Religião

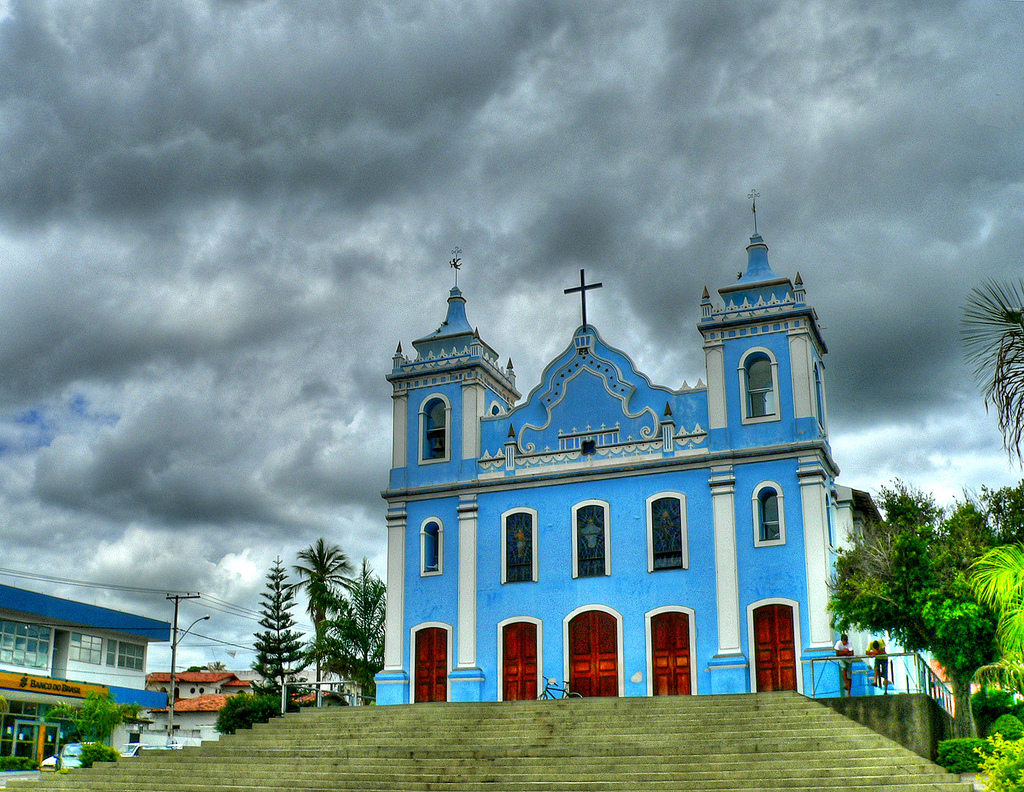
Igreja matriz

A Bahia é um estado muito diversificado culturalmente e quando o assunto é religião não poderia ser diferente. Não obstante, muitos que frequentam os cultos católicos também frequentam cultos de religiões de matrizes africanas, como umbanda e candomblé. Na verdade, todos que se batizam na Igreja Católica são considerados católicos, mesmo que pratiquem outra religião.

Em Brumado, no ano de 2012, segundo dados do IBGE, 50 869 pessoas professavam o catolicismo, 7 422 se identificaram como evangélicas e 994 pessoas se identificaram como espíritas. Das que professavam umbanda ou candomblé sequer foram citadas; mas isso não quer dizer que essas religiões não se fazem presentes. Não se têm números sobre essas religiões no município, mas elas existem, inclusive há informações que na cidade localiza-se o maior centro de candomblé do mundo, em forma de castelo.

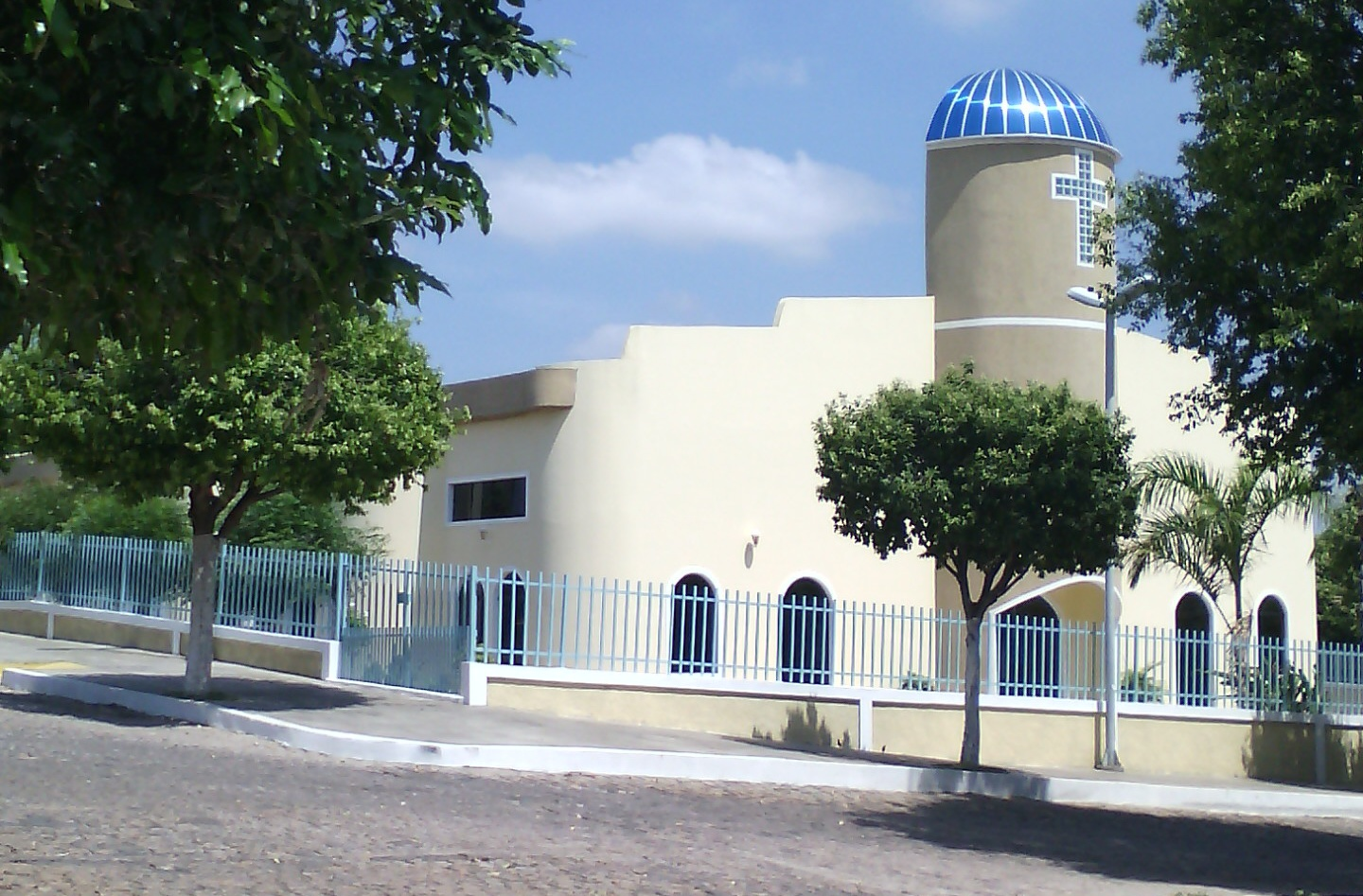
Igreja Santa Rita

Grande parte das festividades religiosas é realizada pelos católicos, como por exemplo, as tradicionais procissões, como a de São Sebastião, patrono da cidade. Desde 1960, todo dia 20 de janeiro, os fiéis católicos comemoram o Dia de São Sebastião, quando percorrem várias ruas do centro da cidade. É comemorado também o Dia de Santa Rita, com procissões. Muitas outras manifestações religiosas são realizadas por eles. Para os evangélicos, o maior evento religioso festivo é a Marcha para Jesus, que geralmente acontece em setembro. Eles se reúnem no centro da cidade para se confraternizar com seus irmãos ao som de música gospel. Também no Dia do Evangélico, 11 de junho, que coincide com a data do aniversário da cidade, os adeptos comemoram em "dose dupla", conciliando as datas às duas comemorações, com realização de espetáculos musicais.

## Política e administração

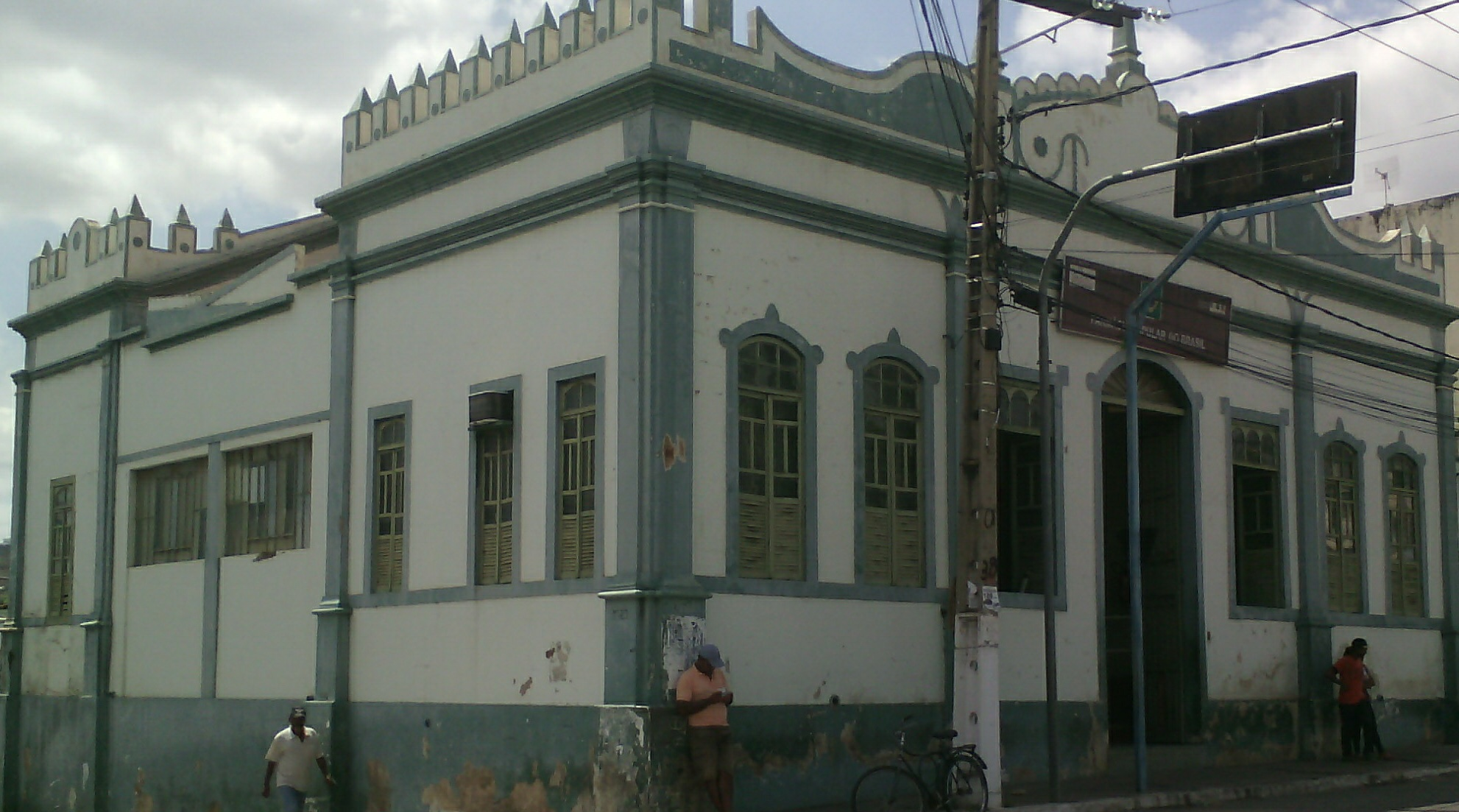
Antiga Prefeitura

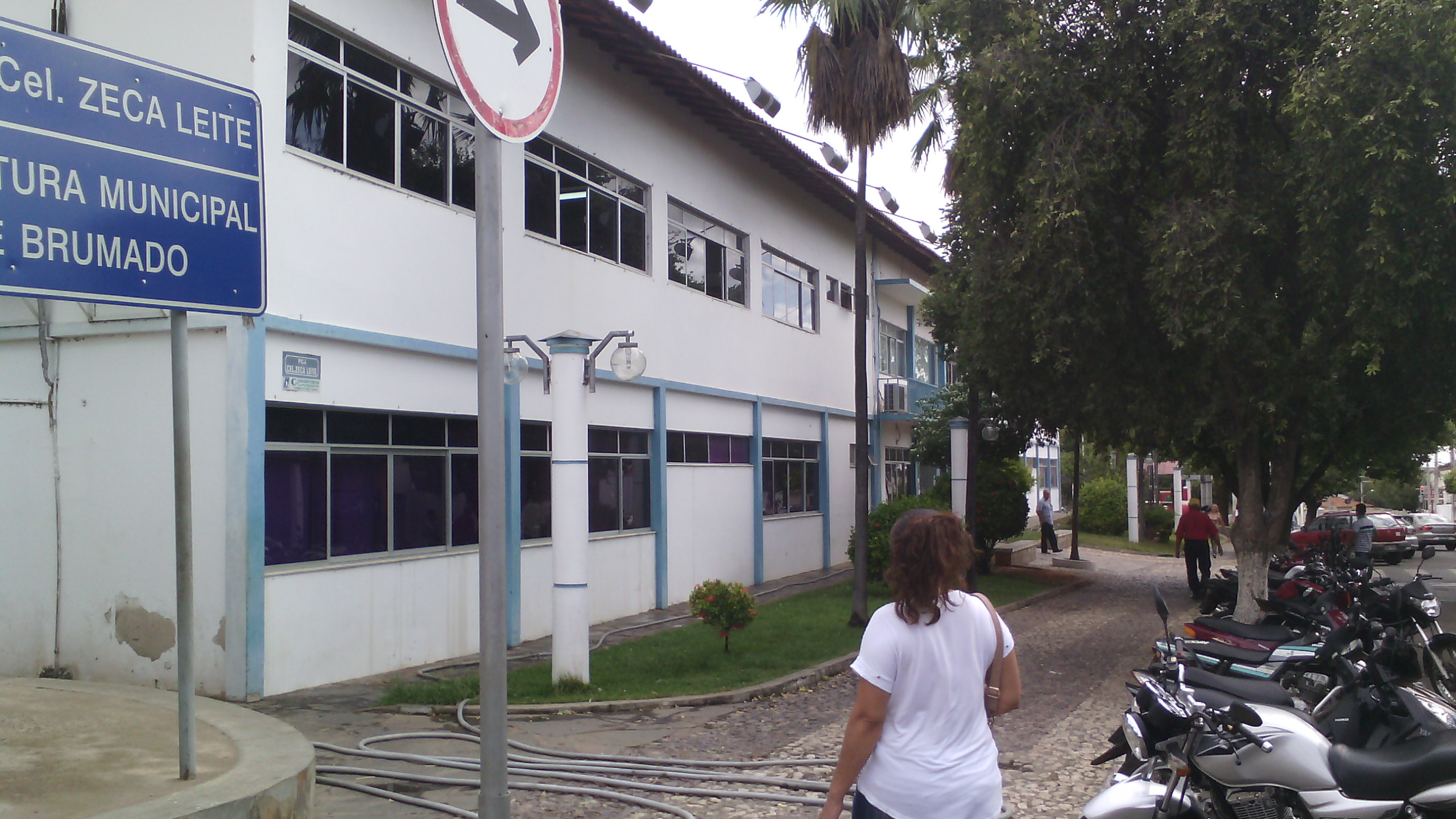
Atual Prefeitura

Em 1877, o deputado provincial Marcolino Moura elaborou um projeto pedindo a emancipação política de Brumado, então chamado de Bom Jesus dos Meiras. Brumado, então, emancipou-se de Caetité à época do coronelismo, no dia 11 de junho do referido ano. A câmara de vereadores foi criada no dia 13 de janeiro do ano seguinte, quando o coronel Exupério Pinheiro Canguçu, o quarto e último senhor do Sobrado do Brejo, tornou-se o primeiro intendente.
Atualmente, Brumado faz parte da 90º zona eleitoral da Bahia, com mais de 66 061 eleitores, contando com os eleitores dos municípios de Aracatu e Malhada de Pedras, sendo que 47 845 estão em Brumado.
A câmara legislativa é composta por 15 vereadores eleitos entre os 206 candidatos que disputaram vagas em 2020.
Para atender melhor ao eleitorado, foi inaugurada em 2013, a nova sede do fórum eleitoral.
Em 2020, quatro candidatos disputaram o poder público municipal: Eduardo Vasconcelos, do Partido Socialista Brasileiro (PSB), Fabrício Abrantes Pires de Souza Oliveira, do Democratas (DEM), Geraldo Leite Azevedo, do Progressistas (PP) e Antônio Coqueiro de Souza, do Partido da Social Democracia Brasileira (PSDB). O candidato Eduardo Vasconcelos venceu, obtendo 18 542 votos, equivalente a 48,83% dos votos válidos. O segundo colocado, Fabrício Abrantes Pires, obteve 16 308 votos, representando 42,95% dos votos válidos. O terceiro colocado, Geraldo Azevedo, obteve 2 829 votos, representando 7,45% dos votos válidos. O quarto e último colocado, Antônio de Souza, obteve 293 votos, representando 0,77% dos votos válidos. Portanto, Eduardo Vasconcelos continua como atual prefeito de Brumado.
Na eleição para presidente em 2022, o candidato, eleito após o pleito, Luiz Inácio Lula da Silva (Lula), do Partido dos Trabalhadores (PT), obteve 27 831 votos no primeiro turno, representando 67,79% dos votos válidos. O candidato Jair Messias Bolsonaro, do Partido Liberal (PL), obteve 11 262 votos, representando 27,43% dos votos válidos, conquistando o segundo lugar. O terceiro colocado, Ciro Gomes, do Partido Democrático Trabalhista (PDT), obteve 917 votos, equivalente a 2,23% dos votos válidos. No segundo turno, Bolsonaro conseguiu 12 589 votos, representando 30,38% dos votos válidos, enquanto Lula obteve 28 845, representando 69,62% dos sufrágios válidos.
Nas eleições de 2024 em Brumado, Fabrício Abrantes (Avante) foi eleito prefeito com 49,79% dos votos, totalizando 21.567 sufrágios. Ele enfrentou uma disputa acirrada com Guilherme Bonfim (PT), que obteve 48,82% dos votos (21.148 votos). A diferença entre os dois candidatos foi de apenas 419 votos, refletindo a intensa polarização da eleição. O terceiro colocado, Professor Cláudio Leite (PL), conquistou 600 votos, representando 1,39% dos votos válidos.
A política brumadense é muito regionalizada, por isso, não se tem grandes destaques em nível nacional, mas pode-se destacar personalidades como Newton Cardoso, ex-governador de Minas Gerais, Nelson Alves Aguiar, ex-deputado federal e estadual pelo estado do Espírito Santo e Edmundo Pereira Santos, ex-deputado estadual na Bahia e ex-vice-governador do estado.

## Subdivisões
O município se subdivide em quatro distritos: Ubiraçaba, Itaquaraí, Cristalândia e Umburanas. A zona urbana possui mais de 30 bairros, como Apertado Morro I e II, Centro, Cidade das Esmeraldas, Feliciano Pereira Santos, Jardim de Alá, Malhada Branca, Santa Tereza, São Félix, São José, São Sebastião, Tanque do Abaeté, Baraúnas, Dr. Juracy, Esconso, Flores, Ginásio Industrial, Centenário, Jardim Brasil, Maria José Viana, Mercado, Nobre, Norberto Marinho, Novo Brumado, Olhos d'Água, Parque Alvorada, Rodoviário, Vila Presidente Vargas, Brisas I, II, III e IV e São Jorge, entre outros.

## Economia
O comércio é uma das principais fontes de renda. A cidade conta com nove agências bancárias: Itaú, Bradesco, Banco do Nordeste, Banco do Brasil, Caixa, Sicoob, Santander, Banco de Brasília e Banco do Povo. A partir da descoberta das minas de magnesita e talco, a cidade começou a se desenvolver, e com isso o comércio se fortaleceu. Em 2018, o PIB per capita era de R$ 26 374,82.

### Setor primário

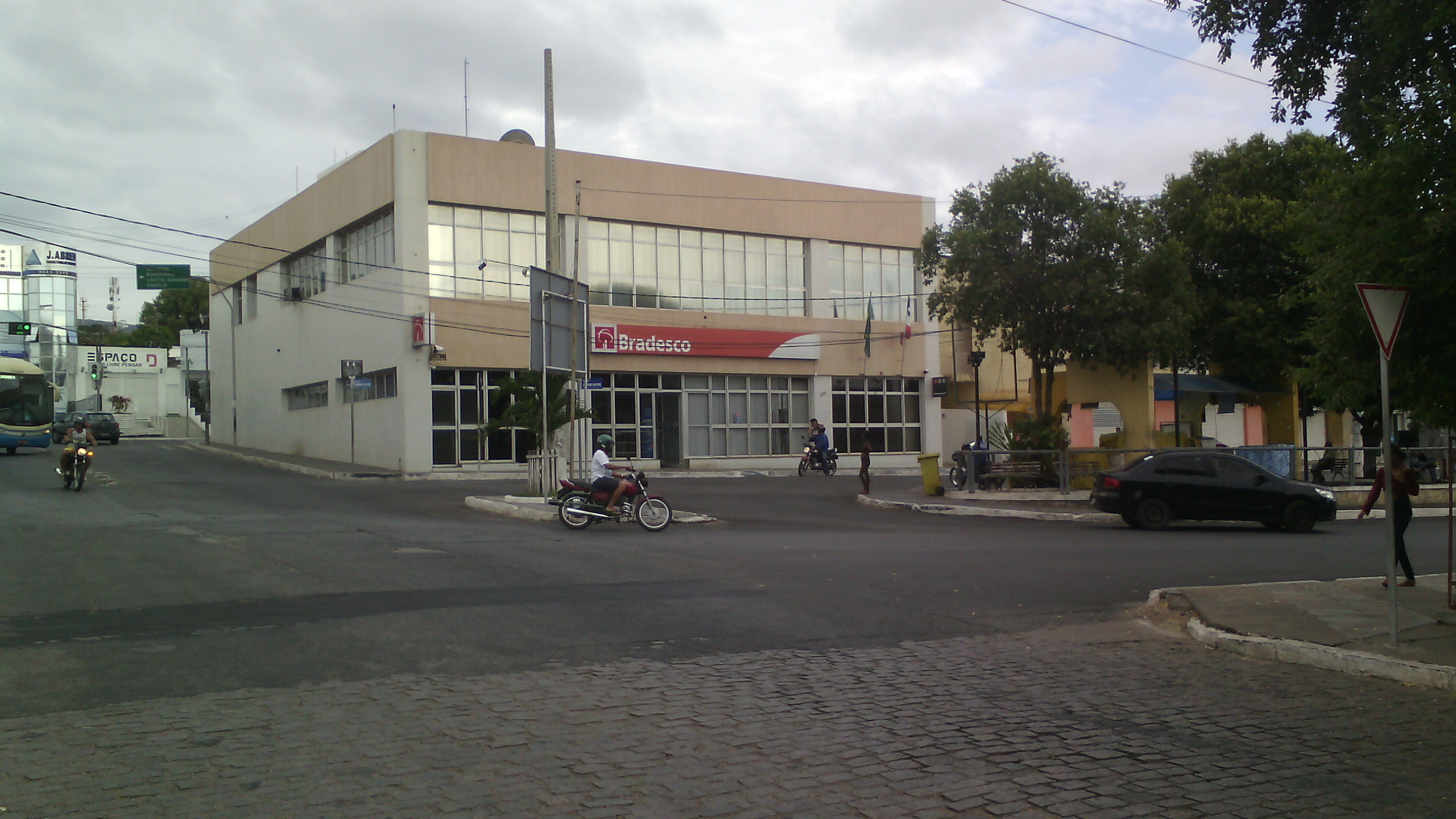
Agência Bradesco na praça Armindo Azevedo

O setor primário, que engloba as atividades extrativistas e agropecuária, é o setor de menor participação no Produto interno bruto (PIB) do município. Não é uma base tão forte economicamente. Em 2006, a Superintendência de Estudos Econômicos e Sociais da Bahia (SEI) divulgou dados, onde a agropecuária apareceu naquele ano com apenas 5,04% do PIB municipal. Embora esse setor tenha uma mínima contribuição, pode-se destacar algumas atividades importantes.
Na agricultura, têm destaque cultivos como o de algodão com 800 hectares plantadas e colhidas; feijão com 2.000 hectares plantadas e colhidas; mamona, 200 hectares plantadas e colhidas; mandioca, 200 hectares plantadas e colhidas; melancia, 350 hectares plantadas e colhidas e umbu, que se cultiva naturalmente, sem intervenção humana, por ser nativo, portanto, presente em toda extensão do município. Outros cultivos de pequena produtividade são: manga com 25 hectares plantadas e colhidas e o coco-da-baía com 20 hectares plantadas e colhidas. Esses dados são do IBGE, em 2014.
Na pecuária, têm destaque os bovinos com 45 105 cabeças e os galináceos com efetivo total de 87 654 cabeças, sendo 37 657 cabeças de galinhas. Os caprinos somaram um total de 29 654 cabeças; ovino, 13 534 cabeças; suíno, 16 326 cabeças (IBGE/2014).
Segundo a SEI, em 2006, a indústria correspondeu por 52,31% do PIB do município. Esse percentual é obtido em função da transformação de recursos minerais extraídos no município em produto final ou intermediário pelas empresas RHI Magnesita (antiga Magnesita Refratários), Xilolite S.A. e IBAR Nordeste Ltda. A mineração é a maior fonte de riqueza e gera emprego para a maioria da população.
Brumado conta com ricas jazidas de magnesita, talco e outros minerais, como vermiculita, dolomita, cristal de rocha e granitos dos mais variados tipos, porém, apenas magnesita e talco são explorados, tendo-se o primeiro como principal produto da indústria de mineração, colocando o município como maior produtor do País e o segundo produtor de talco. Segundo a SEI, em 2006, o município foi responsável por 94% da produção total de magnesita no Brasil, e a produção de talco alcançou os 38% de todo o talco bruto produzido.

### Setor secundário
O setor secundário está intimamente ligado ao setor primário. Visto que há poucas indústrias de transformação no município, grande parte do percentual do setor primário é, consequentemente, integrado ao setor secundário, por conta do extrativismo mineral — visto que as próprias indústrias de mineração fazem parte dos dois setores — uma vez que elas extraem minério e fabricam vários produtos advindos de sua própria extração, juntamente com outras pequenas indústrias, inclusive metalúrgicas, contribuindo para que este setor tenha muita capacidade. Portanto, o potencial de extrativismo mineral não é acrescentado aos 5,04% do setor primário, mas a transformação dessa matéria-prima é integrada ao setor secundário; caso contrário, o setor primário teria um percentual maior. As mineradoras, além de extrair os recursos primários, fabricam alguns produtos para consumo direto, como talco medicinal, talco cosmético e talco para fabricação de celulose e uma infinidade de produtos para consumo em agronegócio. Visto que os 52,31% do PIB municipal está mesclado à extração e transformação, subentende-se que esse percentual se divide, tecnicamente falando, entre o setor secundário e primário.

### Setor terciário
O setor terciário é responsável por 46,24% do PIB, sendo o segundo setor que mais contribui para a economia do município. 

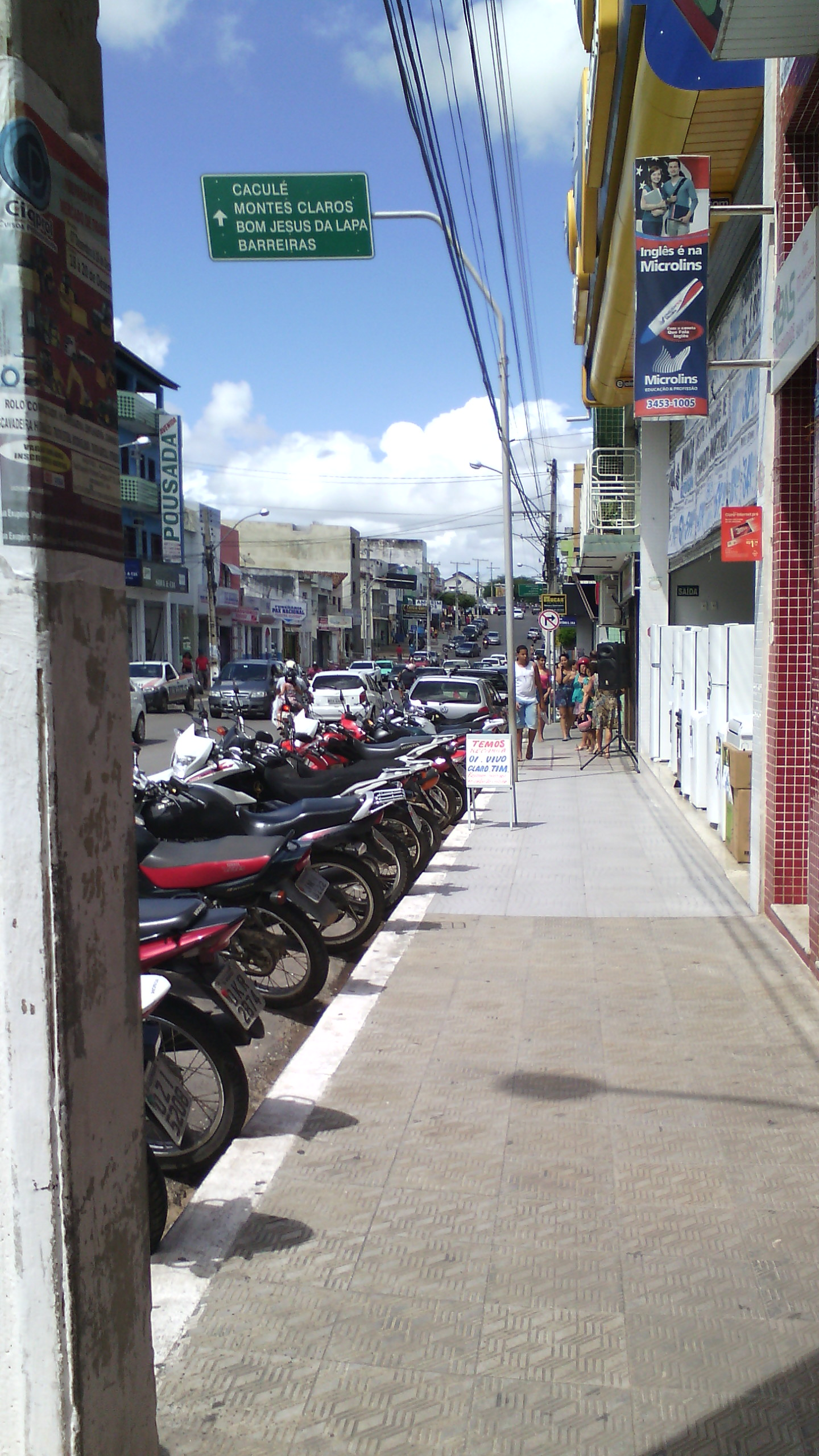
Rua comercial em Brumado

 O comércio desempenha um papel importante para o desenvolvimento econômico da cidade. Muitos dos comércios são associados à Câmara de Dirigentes Lojistas (CDL) da cidade. Existem em todo município mais de 1 800 empresas registradas, sendo que 1 775 são ativas, entre indústrias, lojas e prestadoras de serviços. Conforme os últimos dados, essas empresas empregavam cerca de 12 677 pessoas que somadas à todas as pessoas ocupadas obtinham-se o o total de 14 913 em empresas ativas e com devido registro (IBGE/dados de 2012). As empresas de prestação de serviços que executavam obras federais e estaduais a partir de 2011 empregavam grande quantidade de pessoas, inclusive de outros municípios. As maiores empregadoras dessas empresas eram Grupo Andrade Gutierrez e Valec, responsáveis pela construção da Ferrovia de Integração Oeste-Leste (Fiol). Até 2013 foram essas empresas e suas terceirizadas que desempenharam um papel importante para a economia local, além das mineradoras que entre 2011 e 2015 investiram em suas instalações, gerando emprego para a população da cidade e também para outras cidades vizinhas.
Nos anos de 2014 e 2015, algumas empresas que prestavam serviços ao estado tiveram várias vezes suas obras suspensas, o que causou insegurança financeira para funcionários e para o comércio. A prestação de serviço tem uma maior parcela absorvida pela indústria de mineração, quer pelos serviços constantes, quer por serviços temporários resultantes de investimentos casuais. A construção civil também tem contribuído muito para o crescimento econômico desde 2009.

## Infraestrutura

### Saúde
A principal instituição de saúde em Brumado é o Hospital Municipal Professor Magalhães Neto (HMPMN), o qual possui 20 leitos de Unidade de terapia intensiva (UTI), sendo dez leitos de UTI adulto e dez neonatais, o que possibilita a realização de procedimentos cirúrgicos de alta complexidade, beneficiando cerca de 160 mil pessoas da região imediata do município, além da Policlínica Regional de Brumado, instituição que atende cerca de 318 mil habitantes da região, realizando exames de alta complexidade e pequenas cirurgias. A cidade possui apenas um hospital público, entretanto, contando com vários postos de saúde, distribuídos entre os bairros. Possui 23 unidades com cobertura do Sistema Único de Saúde (SUS) que realizam atendimentos de pequena à média complexidade. Por outro lado, a cidade pode-se considerar bem servida por clínicas que realizam os mais diversos tipos de exames e tratamentos específicos. Em 2012, o município apresentava um total de 122 estabelecimentos de saúde, sendo 2 estaduais, 34 municipais e 77 privados.
Saneamento

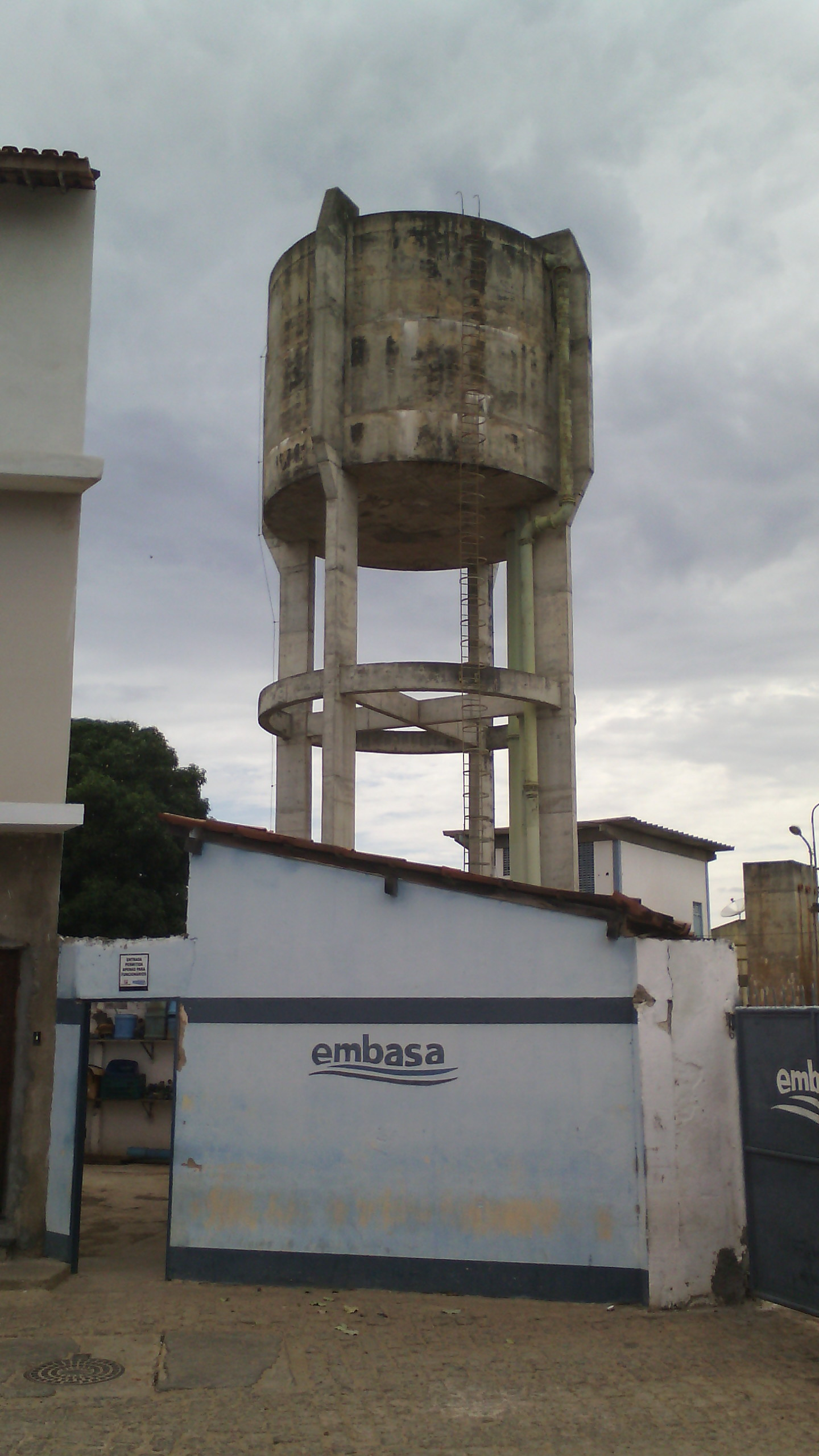
Caixa da Embasa no bairro Jardim Brasil

Em 2005, foi iniciada no rio de Contas a construção da barragem de Cristalândia, no distrito de mesmo nome, após uma marcante seca entre os anos de 1998 e 1999. A população brumadense naquela ocasião teve o abastecimento de água comprometido em sua totalidade, passando a ser abastecida por caminhões-pipas. Antes da construção da barragem de Cristalândia, a cidade era abastecida pela antiga barragem do rio do Antônio, que foi analisada tardiamente e dada como imprópria para consumo humano, por conter excesso de minerais de vários tipos. Enfim, construiu-se o reservatório ainda incompleto e, desde então, a sede do município não tem passado por maiores problemas de abastecimento de água.
Em 2012, o IBGE indicou que 17 159 domicílios possuíam água encanada e tratada. Também, que apenas 62,6% das residências urbanas em vias públicas possuíam esgotamento sanitário adequado; e ainda que apenas 4,4% dos domicílios urbanos em vias públicas possuíam urbanização adequada; e também que 87% deles possuíam arborização. A coleta de lixo na cidade é realizada diariamente à noite e, alternadamente, faz-se a coleta seletiva, porém ainda não se tem um aterro sanitário, e o lixo é descartado a céu aberto. Para atender às exigências da lei federal n° 11 445, de 5 de janeiro de 2007, regulamentada pelo decreto federal 7 217, de 21 de junho de 2010 — que obriga os municípios a criar meios eficientes para o destino do lixo e de outros resíduos produzidos —, discute-se a elaboração do novo plano de saneamento para a cidade. Enquanto isso, algumas ruas, principalmente em bairros novos, continuam sem esgotamento por estarem também sem pavimentação; embora boa parte das ruas e avenidas estejam pavimentadas, ainda há muitas ruas com pavimentação inadequada.
Na zona rural, o saneamento segue o que é comum nessas localidades: a água é armazenada em poços artesianos, cacimbas e lagos. Com o incentivo do governo federal, através do Programa Água para Todos, foram construídas cisternas no chão para consumo, e foram distribuídas caixas de fibra ou polietileno para armazenamento de água para consumo humano. O problema é que, algumas vezes, poços artesianos produzem água salobra, dificultando o abastecimento.

### Educação
Brumado tem muitos problemas na área da educação, embora tenha obtido avanços. O ensino superior é realizado em boa parte por universidades particulares com a maioria dos cursos à distância. Conta com um câmpus da Universidade do Estado da Bahia, com aulas presenciais; Instituto Federal da Bahia (Ifba), que atualmente oferece um curso superior, o de Engenharia de minas, e outros cursos técnicos profissionalizantes, sendo aulas presenciais; UniFG, atualmente com curso presencial de Medicina. O Serviço Nacional de Aprendizagem Industrial (Senai) e o antigo Colégio Modelo Luís Eduardo Magalhães (Ceep), também oferecem cursos técnicos e profissionalizantes, além de outras escolas técnicas particulares. Em 2010, segundo o censo do IBGE, 50 899 pessoas eram alfabetizadas.
| Educação de Brumado em números | Educação de Brumado em números | Educação de Brumado em números | Educação de Brumado em números | Educação de Brumado em números | Educação de Brumado em números | Educação de Brumado em números |
| Nível                          | Matrículas                     | Docentes                       | Escolas (total)                |                                |                                |                                |
| ------------------------------ | ------------------------------ | ------------------------------ | ------------------------------ | ------------------------------ | ------------------------------ | ------------------------------ |
| Ensino pré-escolar             | 1820                           | 92                             | 31                             |                                |                                |                                |
| Ensino fundamental             | 9399                           | 493                            | 35                             |                                |                                |                                |
| Ensino médio                   | 2885                           | 168                            | 4                              |                                |                                |                                |
| Fonte: IBGE (2019)             |                                |                                |                                |                                |                                |                                |

 Confira na tabela ao lado os dados da educação no município em 2015. As instituições de ensino superior presentes no município, seja com educação à distância ou presencial, são: Universidade do Estado da Bahia, Universidade Aberta do Brasil (UAB), Universidade Norte do Paraná (Unopar), Centro Universitário Internacional (Uninter), Universidade Paulista (Unip),Faculdade Pitágoras. e Instituto Federal da Bahia.
As instituições que oferecem ensino técnico são: Instituto Federal da Bahia, Centro Estadual de Educação Profissional (Ceep), Serviço Nacional de Aprendizagem Industrial (Senai), Colégio Objetivo de Brumado (Cob).
Escola por tempo integral
O Programa Municipal de Atendimento à Aprendizagem (PMAA), que foi financiado apenas com verbas municipais, começou a ser implantado entre 2009 e 2011, teve um alto investimento e ganhou o prêmio Inovação em Gestão Educacional do Instituto Nacional de Estudos e Pesquisas (Inep). Seu objetivo foi implantar escolas por tempo integral no município. Aprovada por 80% dos pais de alunos, essa iniciativa, além de contribuir para o aprendizado intensivo dos estudantes, ainda ajuda a tirá-los de situação de risco, como contato com o tráfico de drogas, por ficarem o resto do dia desocupados pelas ruas, segundo a prefeitura. As aulas por tempo integral têm período de nove horas e meia e concilia os turnos matutino e vespertino. As aulas de reforço escolar — principalmente em Matemática — atividades diversificadas e reuniões constantes entre os professores foram responsáveis por boa parte do sucesso do projeto. Foi aplicado um investimento alto no sentido de melhorar a qualidade da rede municipal de ensino. O número de salas de aula dobrou, e foi realizada reforma de outras escolas. Na ampliação da rede, também foram construídos auditórios, quadras poliesportivas com vestiários, salas de informática e cozinhas industriais. Além disso, essas escolas dispõem de quatro refeições por dia. Mesmo com certo investimento, a principal dificuldade, porém, é a falta de mão de obra qualificada. A inclusão social também é praticada nestas escolas, e os alunos com variados tipos de deficiências recebem tratamento especializado. Embora os incentivos do governo federal sejam mínimos e insuficientes, o governo municipal buscou, até o momento, parcerias e participações nos programas federais de educação, como o Programa Nacional Mais Educação e o Programa Nacional de Alfabetização na Idade Certa.

### Segurança pública
A segurança pública em Brumado está a cargo das polícias Civil e Militar da Bahia, além da guarda municipal. A polícia civil possui uma subsede denominada 20ª Coordenadoria Regional de Polícia do Interior (20ª Coorpin), e a polícia militar dispõe do 24º Batalhão de Polícia Militar (24º BPM). O complexo penal (presídio) da cidade é responsável por abrigar indivíduos que vivem à margem da lei.
Há problemas, como o déficit policial e a falta de incentivos financeiros e sociais do governo estadual. Isso faz com que o número de assaltos à mão armada aumente significativamente. O ano de 2013 foi o mais violento dos últimos dez, registrando 20 homicídios. Conforme dados do Sistema de Informações sobre Mortalidade (SIM), do Ministério da Saúde, no referido ano, o número de assassinatos para cada 100 mil habitantes chegou a 36,35, o que colocou o município acima da média nacional, que no mesmo ano estava em 29,99. Em relação à posição no ranking, o município se configurou em 30º lugar no estado e 337º no País. Um presídio já pronto, com capacidade para 590 custodiados, visa melhorias, já que as autoridades alegam que a grande quantidade de criminosos soltos se deve, até então, à falta de um.

### Serviços e comunicações
Os serviços de desenvolvimento humano e serviços públicos, como pavimentação, construção de galerias para esgotamento sanitário, etc, estão sob responsabilidade da Secretaria Municipal de Infraestrutura. Os serviços essenciais como água encanada e energia elétrica são prestados por empresas estatais da Bahia. A Empresa Baiana de Águas e Saneamento (Embasa) é encarregada de oferecer os serviços de esgotamento sanitário e abastecimento de água, e a Neoenergia Coelba presta os serviços públicos de fornecimento de energia elétrica e manutenção da rede de energia.
A população brumadense goza de meios de comunicação satisfatórios, como sinal de quatro operadoras de celular: Claro, Vivo, TIM e Oi; diversos web sítios (sites) de notícias, os principais são: Achei Sudoeste, Agora Sudoeste, 97 News e Destaque Bahia; três rádios FM: Alternativa 97,9, Rádio Câmara 103,3 e Rádio Nova Vida 87,9; e dois jornais em versões impressas e online: Tribuna do Sertão e Jornal do Sudoeste; e uma revista de circulação bimestral, a  Entrevip, também com versões impressas e online voltada para o setor de moda.

### Transportes
A cidade possui uma empresa de ônibus circular que faz linhas entre bairros e vilas e também realiza transporte de funcionários de empresas da cidade.

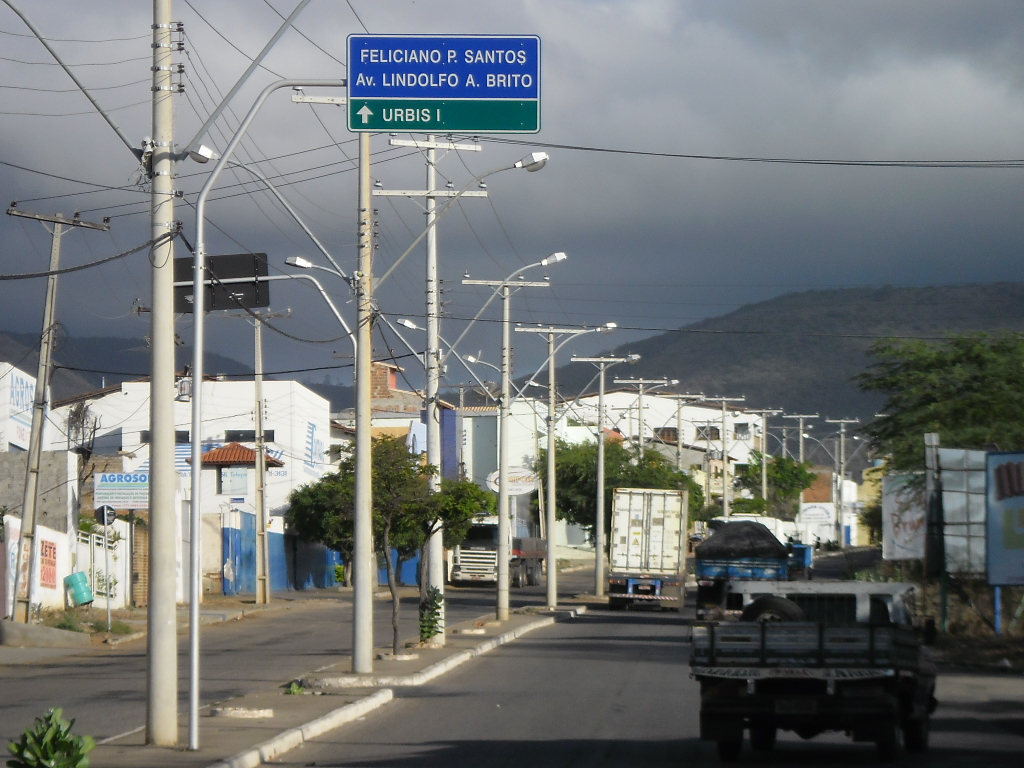
Avenida Lindolfo Brito, Bairro Feliciano Pereira Santos

 Há uma empresa de ônibus sediada na cidade que faz transporte interurbano e interestadual e viagens turísticas. A cidade conta com um pequeno aeroporto que atualmente opera apenas voos particulares. Brumado possui um entroncamento rodoviário que dá acesso às cidades de Vitória da Conquista (BA-262); Caetité e Guanambi, (BR-030); Livramento de Nossa Senhora e Rio de Contas (BA-148). O transporte ferroviário é voltado para escoamento de minério e atualmente é realizado pela VLI Multimodal S.A., através da antiga ferrovia RFFSA e uma outra ferrovia, a Ferrovia de Integração Oeste-Leste (Fiol), está sendo construída com o mesmo objetivo.
A cidade dispõe de um anel rodoviário, extensão da BR-030, que possibilita o desvio de veículos pesados. Conta também com as subsedes da Circunscrição Regional de Trânsito (18ª Ciretran) e Departamento Estadual de Trânsito (Detran), além do Departamento de Trânsito e Transporte Urbano do município (DTTU).

## Cultura e lazer

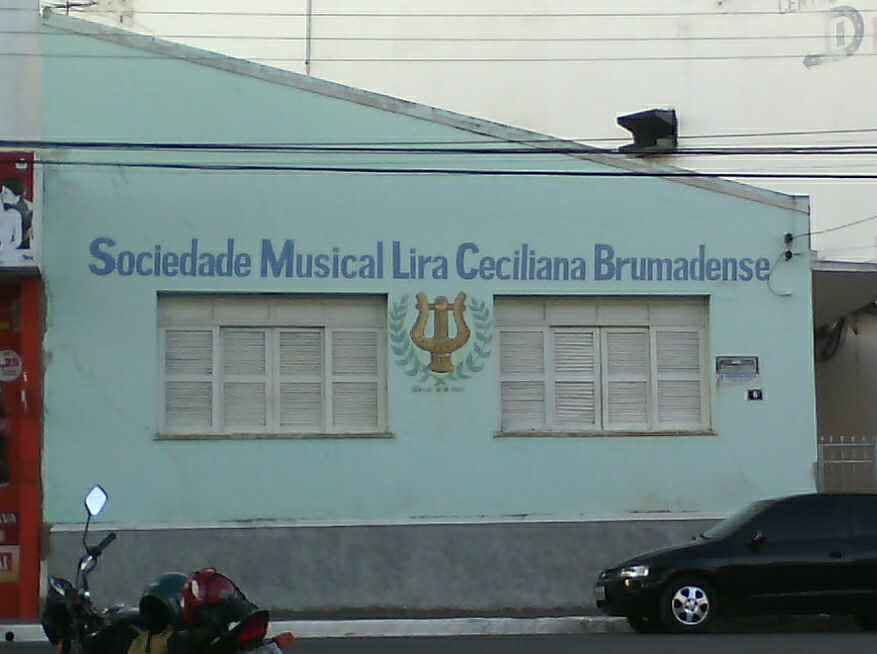
Lira Ceciliana Brumadense

A própria prefeitura, através da Secretaria de Educação e Cultura, é a entidade responsável por elaborar, organizar e, algumas vezes, custear (em parte ou integralmente) eventos tradicionais do município, como as festas juninas, carnaval e outros eventos em geral. A cultura brumadense é diversificada e está intimamente ligada às raízes sertanejas, como São João, São Pedro e Folia de Reis. Outras entidades privadas com fins lucrativos ou não, também contribuem para a cultura musical e/ou literária da cidade, como por exemplo, a Lira Ceciliana Brumadense e a Academia de Letras e Artes de Brumado.

### Literatura
Brumado é a terra natal de Mário Rizério Leite, escritor folclorista, romancista e cronista, que foi membro da Academia Goiana de Letras e escreveu várias obras sobre temas relacionados às crenças e costumes dos habitantes do sertão da Bahia e de Goiás, onde viveu maior parte da sua vida. Foi um dos fundadores da Universidade Federal de Goiás (UFG). Mário escreveu livros como: Lendas de Minha Terra, Poeira no Ar, Mãe Mariinha, Xuruê, Muçurana e O Vaqueiro Ciriaco. Também é berço do cordelista José Walter Pires, membro da Academia Brasileira de Literatura de Cordel e do Instituto Histórico e Geográfico de Montes Claros. Zé Walter, como conhecido, é também educador, advogado e autor de diversos títulos de Literatura de cordel entre outras obras. Embora não seja natural de Brumado, Zé Walter optou por morar nesta cidade, onde realiza suas atividades profissionais.
Como cenário literário, Brumado é descrito nas obras dos escritores Licurgo Santos Filho, no livro Uma Comunidade Rural do Brasil Antigo (Aspectos da Vida Patriarcal no Sertão da Bahia nos Séculos XVIII e XIX) e Sinhazinha, de Afrânio Peixoto, ambos relatando a história das famílias existentes no século XVIII, sendo que o livro de Afrânio se ocupa mais com a ficção do que com a realidade.

### Cinema
Na cidade já foram inauguradas três salas de cinema. O Cine Cairu foi a primeira, inaugurada em meados de 1950. Seu dono era o senhor Eufrásio Torres. O cinema contava com apenas 203 cadeiras. Em 1964, outra sala foi inaugurada com o nome de Cine Teatro Fátima que, mais tarde, na década de 1980, teve seu nome mudado para Cine Teatro Regina. A nova sala era mais moderna, mais espaçosa e comportava até 500 pessoas sentadas. Além de exibir filmes, no espaço ainda eram realizados outros tipos de eventos, como competições musicais, entre outros. O Cine Teatro Fátima foi um marco importante na cultura brumadense. Foi inaugurado em 23 de dezembro de 1964 com a exibição do filme Ursus nella terra di fuoco (Ursus na Terra do Fogo); por fim, foi fechado em 1988 com o nome de Cine Teatro Regina. Futuramente, em meados dos anos 2000, seria inaugurado o Cine Sophiplex (com duas salas), porém, a concorrência com as novas tecnologias audiovisuais como DVDs e telões de plasma daquela época, aliadas à grande quantidade de locadoras, obrigariam o fechamento do cinema anos depois. Porém, em 6 de abril de 2019, a sala foi reinaugurada com o nome de Cinemas Premier, exibindo o filme Captain Marvel (Capitã Marvel). O cinema fechou suas portas por razão das restrições impostas da pandemia de Covid-19.  

### Lazer, turismo e eventos
A cidade tem certo potencial turístico desenvolvido pela realização de festas tradicionais, como São João e São Pedro. Possui uma rede hoteleira estruturada. Além desses atrativos, quem visita a cidade pode fazer passeios pela serra das Éguas, ao obter autorização das mineradoras que lá estão. Embora a cidade não tenha tradição turística, uma pesquisa realizada em 2016 pela Expedia Brasil, empresa especializada em turismo e viagens, constatou que Brumado é uma das 40 cidades pequenas, no Brasil, que merece ser visitada, devido ao potencial turístico pouco explorado, com destaque para o distrito de Cristalândia.
Dentro do território da empresa RHI Magnesita, há as ruínas do Sobrado do Brejo e a fazenda Condado, este último ainda existente; ambos do início do século XIX, possuem um rico valor histórico, mas não foram tombados por terem sido adquiridos pela empresa Magnesita. As belezas naturais do município são pouco divulgadas, como as grutas na serra das Éguas e suas nascentes. O povoado de Cristalândia é um dos atrativos. Alguns pontos considerados turísticos são: Igreja Matriz, Mercado de Artes, Arquivo Histórico Municipal, fazenda Condado, ruínas do Sobrado do Brejo, minas de magnesita e talco, o rio de Contas, serra das Éguas, praça e anfiteatro Coronel Zeca Leite, barragem de Cristalândia e a Ponte Pênsil.

### Esportes
As realizações esportivas na cidade são, em sua maioria de nível amador, como a Maratoninha para crianças de até 12 anos, que é realizada anualmente no dia 12 de outubro, e os torneios de futebol nos bairros e na zona rural. Os eventos esportivos mais importantes da cidade são os campeonatos de futsal e a Corrida Ecológica Brumado a Rio de Contas, uma das mais importantes competições ciclísticas da Bahia que é disputada em várias categorias, contando com participação de atletas de toda parte do País. A competição é interestadual e é reconhecida pela Federação Baiana de Ciclismo e pela Confederação Brasileira de Ciclismo, e a pontuação serve para definição no ranking nacional.
O futsal brumadense é um dos principais esportes praticado na cidade, esporte em que o Brumado Futsal é tetracampeão baiano. Outro evento esportivo muito comum são as rodas de capoeira. São realizados batizados, momento em que os atletas são graduados com cordões coloridos, respectivos à sua graduação.

### Feriados
Há na cidade 15 feriados, sendo dez nacionais, três municipais, um estadual. Os feriados nacionais são: 1 de janeiro (Confraternização internacional); Paixão de Cristo; 21 de abril (Tiradentes); 1 de maio (Dia Mundial do Trabalho); Corpus Christi; 7 de setembro (Independência do Brasil); 12 de outubro (Dia de Nossa Senhora de Aparecida); 2 de novembro (Dia de Finados); 15 de novembro (Proclamação da República) e 25 de dezembro (Natal). Os feriados municipais são: 11 de junho (emancipação do município); 20 de janeiro (Dia de São Sebastião, patrono da cidade) e 6 de agosto (Dia de Bom Jesus, padroeiro da cidade). Feriado estadual, apenas um: 2 de julho (Independência da Bahia). Há apenas um ponto facultativo: a Quarta-feira de cinzas (até as 14h).